# فردوسی
ابوالقاسم منصور بن حسن توسی (۴۱۶–۳۲۹ ه‍.ق برابر با ۴۰۳–۳۱۹ ه‍.ش)، متخلص به فردوسی، شاعر حماسه‌سرای ایرانی و سرایندهٔ شاهنامه، حماسهٔ ملی ایران است. فردوسی را بزرگ‌ترین چکامه‌سرای پارسی‌گو دانسته‌اند که از آوازهٔ جهانی برخوردار است. وی را حکیم سخن و حکیم توس نیز گویند.
پژوهشگران برآنند که فردوسی سرودن شاهنامه را برپایهٔ شاهنامهٔ ابومنصوری در سی سالگی آغاز کرد. تنها سروده‌ای که روشن شده از اوست، خود شاهنامه است. شاهنامه نامدارترین سرودهٔ فردوسی و یکی از بزرگ‌ترین نوشته‌های ادبیات کهن پارسی است. فردوسی شاهنامه را در ۳۸۴ ه‍.ق (۹۹۴ میلادی)، سه سال پیش از برتخت‌نشستن محمود، به‌پایان برد و در ۴۰۰ ه‍.ق (۸ مارس ۱۰۱۰ میلادی)، در هفتاد و یک سالگی، ویراست دوم را به انجام رساند. سروده‌های دیگری نیز به فردوسی منتسب شده‌اند، که بیشترشان بی‌پایه هستند. نامورترین آن‌ها مثنوی یوسف و زلیخا است. سرودهٔ دیگری که از فردوسی دانسته شده، هجونامه‌ای در نکوهش سلطان محمود غزنوی است. برابر کتاب‌شناسی فردوسی و شاهنامه، گردآوری ایرج افشار، با به‌شمارآوردن سروده‌های منسوب به فردوسی مانند یوسف و زلیخا تا سال ۱۳۸۵، تعداد ۵۹۴۲ اثر گوناگون در این سال‌ها نوشته شده است.
فردوسی دهقان و دهقان‌زاده بود. او آغاز زندگی را در روزگار سامانیان و هم‌زمان با جنبش استقلال‌طلبی و هویت‌خواهی در میان ایرانیان سپری کرد. شاهان سامانی با پشتیبانی از زبان فارسی، زمانه‌ای درخشان را برای پرورش زبان و اندیشهٔ ایرانی آماده ساختند و فردوسی در هنر سخنوری آشکارا وامدار گذشتگان خویش و همهٔ آنانی است که در سده‌های سوم و چهارم هجری، زبان فارسی را به اوج رساندند و او با بهره‌گیری از آن سرمایه، توانست گفتار خود را چنین درخشان بپردازد. در نگاهی فراگیر دربارهٔ دانش و آموخته‌های فردوسی می‌توان گفت او زبان عربی می‌دانست، اما در نثر و نظم عرب چیرگی نداشت. در «پیشگفتار بایسنقری» نام فردوسی با «حکیم» همراه است، که از دید برخی اشاره به حکمت خسروانی دارد.
فردوسی در شاهنامه، فرهنگ ایران پیشا اسلام را با فرهنگ ایران پسا اسلام پیوند داده است. از شاهنامه برمی‌آید که فردوسی از آیین‌های ایران باستان همچون زروانی، مهرپرستی و مزدیسنا اثر پذیرفته، هرچند پاره‌ای از پژوهشگران سرچشمهٔ این اثرپذیری‌ها را بن‌مایه‌های کار فردوسی می‌دانند، که او به آن‌ها بسیار وفادار بوده است. همچنین، وی به‌سبب خاستگاه دهقانی، با فرهنگ و آیین‌های باستانی ایران آشنایی داشت و پس از آن نیز بر دامنهٔ این آگاهی‌ها افزود، به‌گونه‌ای‌که این دانسته‌ها، جهان‌بینی شعری او را پی ریخت. آنچه فردوسی به آن می‌پرداخت، جدای از سویهٔ شعری، دانشورانه نیز بود؛ او افسانه ننوشت. فردوسی خرد را سرچشمه و سرمایهٔ همهٔ خوبی‌ها می‌داند. او بر این باور است که آدمی با خرد، نیک و بد را از یکدیگر بازمی‌شناسد و از این راه به نیک‌بختی این جهان و رستگاری آن جهان می‌رسد. فردوسی با ریزبینی، بن‌مایه‌های خود را — که بیشترینِ آن‌ها از شاهنامهٔ ابومنصوری بود — بررسی می‌کرد. او توانست گزیده‌ای از میان انبوه دانسته‌هایی که در دسترس داشت گرد آوَرَد تا در یاد ایرانیان، ترکان و هندیان زنده بماند.

## زمینهٔ تاریخی

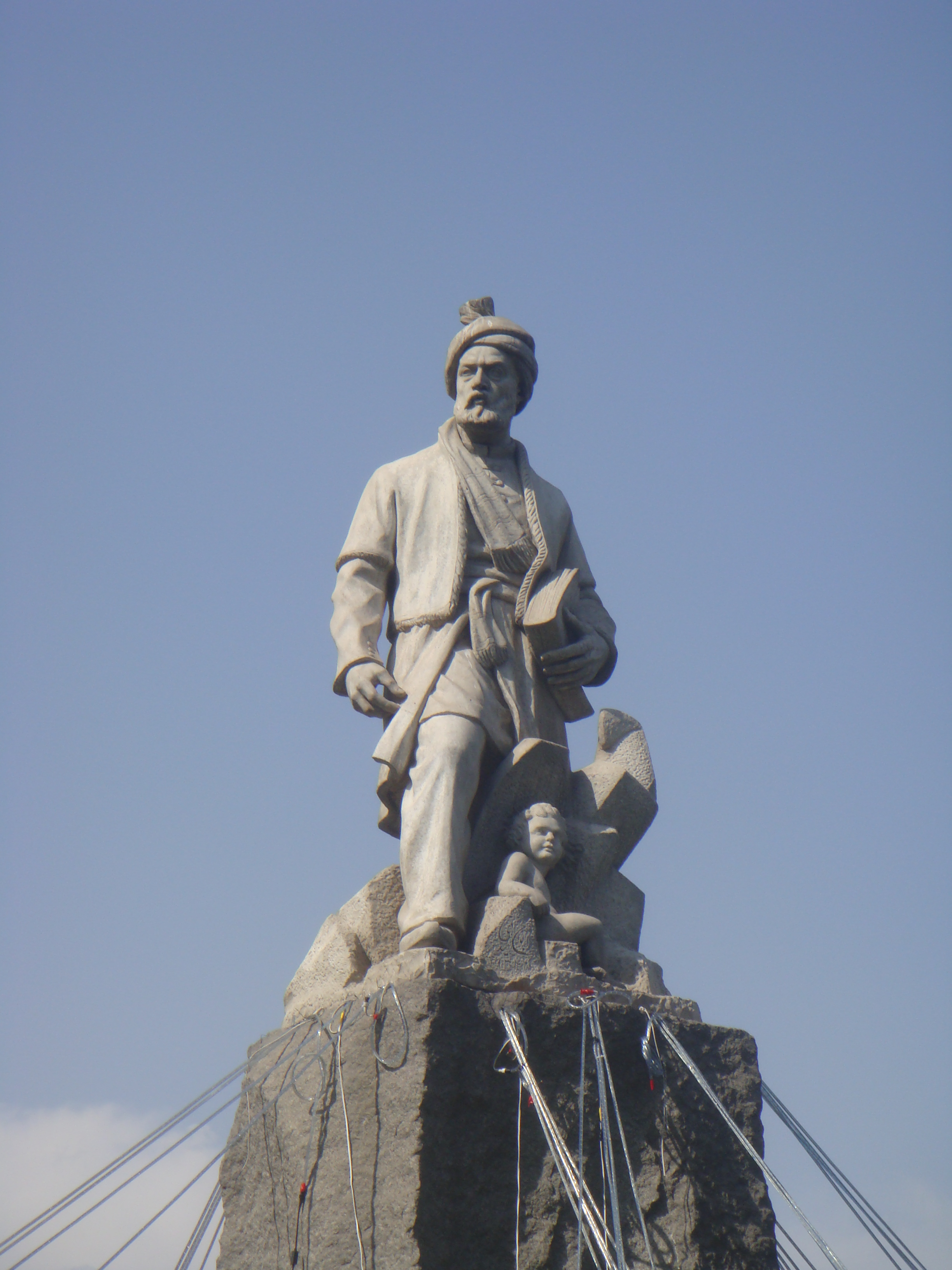
پیکرهٔ فردوسی کارِ ابوالحسن صدیقی در میدان فردوسی، تهران

در سده‌های دوم و سوم ه‍جری، افزون بر تودهٔ مردم، بسیاری از کسانِ برجستهٔ خاندان‌های کهن ایرانی برای زنده‌کردن فرهنگِ دیرینِ ایران و فرمانرواییِ مستقلِ ایرانی به‌پا خاستند. از سویی، خدای‌نامه و دیگر کتاب‌های پهلوی به‌دست ابن مُقَفَّع و دیگران و به‌تشویقِ بَرمَکیان و خاندان سَهْل در خلالِ نهضت ترجمه از زبان پهلوی به زبان عربی برگردانده و در درازنای یک سده در گوشه‌وکنار ایران پراکنده شده‌بود. به‌نوشتهٔ مرتضی راوندی، صَفّاریان و یعقوب لِیْث نقشی پررنگ در گسترش ادب پارسی داشتند. با پیدایش دولت سامانی — و به‌ویژه در روزگار فرمانروایی نصر بن احمد که به‌باور ریچارد فِرای دورانِ زرّینِ سامانیان بود — همهٔ این اندیشه‌ها در یک‌جا گرد آمدند و بخارا کانون مردانِ دارای اندیشه، خاندان‌های جِیهانیان، بَلعَمیان و دانشمندانی چون ابوطَیِّب مُصعَبی شد. فرای می‌گوید شمارِ سرایندگانِ این روزگار در تذکره‌هایی مانند یَتیمَةُالدَّهْرِ ثَعالِبی و لُبابُالاَلبابِ محمد عوفی و دیگران تکان‌دهنده است و دانشمندان دینی، شاعران، تاریخ‌دانان و دیگر دانشمندانْ دربار نصر بن احمد را آراسته بودند. در آن هنگام، کتاب‌های فارسی و عربی در پایتخت و دیگر شهرها نوشته می‌شد و کتابخانهٔ بخارا شگفتیِ دانشمندانی چون ابن سینا را برانگیخته‌بود. برابریِ طبقات اجتماعی در جامعهٔ فرارود از پیش از اسلام برخلاف جامعهٔ طبقاتی ایران، زمینه را برای پیدایشِ جامعه‌ای برابرخواه در فرارود آماده کرد؛ و ازهمین‌رو نوزاییِ ایرانی نه در خود ایران، بلکه در آن‌جا آغاز شد. به‌نوشتهٔ فرای، این نوزایی، رُنِسانْسی اسلامی–ایرانی بود که در روزگار سامانی پرورش یافت و جنبهٔ ایرانی‌اش، بیش‌تر از جنبهٔ عربی آن بود. سامانیان با این کار اسلام را به فرهنگی جهانی تبدیل کردند و نشان دادند که اسلام می‌تواند به زبانِ عربی وابسته نباشد. ترجمهٔ نوشته‌های دینی و غیردینی از زبان عربی به فارسیِ دَری در این روزگار انجام می‌گرفت. بلعمی تاریخ طَبَری را از عربی به فارسی برگرداند. کتاب‌هایی دربارهٔ پزشکی و دارو نوشته شد؛ و خوارزمی دانشنامه‌ای گردآورد. در این روزگار، سرایندگان نیز شاید بیشتر جایگاه داشتند. دقیقی به‌فرمان نوح دوم، کار سرایش تاریخ ایران پیش از اسلام را آغاز کرد که با مرگش بی‌سرانجام ماند. کاری که فردوسی به انجام رساند و با این کار، تا اندازه‌ای ادب پارسی میانه را از نابودی رهانید.
در روزگار فردوسی اندکی از شور جنبش شعوبیه کاسته شده‌بود. بااین‌همه، هنوز برخی از ایرانیانِ میهن‌پرست در اندیشهٔ گذشتهٔ نیاکانیِ خویش بودند. راوندی می‌گوید بدین ترتیب، بسیاری از دانشمندان و نویسندگانِ ایرانی برای زنده‌کردنِ تاریخ ایران باستان گام برداشتند. برای این هدف، همهٔ نوشته‌های تاریخی، ادبی و اجتماعی که از دستبردِ یورش اعراب بی‌گزند مانده‌بود، گردآوری و برای نگارش تاریخ‌ها و شاهنامه‌ها آماده شدند. ابُوالْمُؤَیِّد بَلْخی شاهنامه‌ای را به نثر نوشت و مسعودیِ مَرْوَزی به نظم. فردوسی از همان روزگارِ کودکی، بینندهٔ کوشش‌های مردمِ پیرامونش برای پاسداریِ ارزش‌های دیرینه بود و خود نیز در چنان زمانه و زمینه‌ای پابه‌پای بالندگیِ جسمی به فرهیختگی رسید و رهرو سخت‌گام همان راه شد.

### زبان و ادب پارسی در روزگار فردوسی
لازار بر این باور است که دوریِ خراسان و فرارود از خلافت بغداد و وجود فرمانروایی‌های ایرانی، — که در عمل مستقل از خلافت بودند — دلیل پیدایش ادب پارسی در خاورِ ایران و محدود بودن بالندگی آن تا اواخر سدهٔ چهارم ه‍.ق به این سرزمین‌ها بود. این فرمانروایان ایرانی و به‌ویژه امیرانِ سامانی در اندیشهٔ گسترش ادب ملی و میهنی بودند، اما نمی‌توان این اندیشه و خواسته را تنها انگیزه یا انگیزهٔ بنیادین دانست، چراکه این خواسته را جنبشِ همگانیِ ریشه‌دار در شرایط اجتماعی به‌وجود آورد. برخلاف ناحیه‌های فارس و جِبال — که نزدیک‌تر به بغداد و بیشتر زیرِ نفوذِ فرهنگ عرب بودند — در خاور ایران، طبقهٔ دهقانان هنوز وجود داشت و دست‌نخورده به‌جامانده‌بود و فرهنگ عرب در زندگی آنان اثری کوچک داشت؛ و گمان می‌رود آنان پیدایش و بالندگیِ شعری را پشتیبانی کردند، که از هر دو ویژگی ترکیب‌های شعر عربی رسمی و آیین‌های ایرانی نگاه‌داری‌شده در سروده‌های مردمی و نیمه‌مردمی بهره داشت. دلیل دیگر این موضوع این بود که هنوز ادبیات پارسی میانه در سدهٔ سوم ه‍جری در فارس کاربرد داشت و موبَدانِ زرتشتی از آن بهره می‌بردند و ازهمین‌رو — برخلاف خاور ایران که زبان دری یکه‌تازی می‌کرد — میدانی برای پیدایش زبانی نوین در غرب ایران نبود. همچنین در شرق کاربرد و شناخت عربی گسترهٔ کمتری داشت و زبان ادبی هم، چنان توانی نداشت که از پیدایش زبان نوین جلوگیری کند. آیین مَزْدَیَسْنا در این ناحیه چندان ریشه نداشت. فرهنگ ایرانی در قالب روایت‌ها و سروده‌های شفاهیِ فراوانی به زبان دری وجود داشت. اما این فرهنگِ نیمه‌مردمی — که در برابر فرهنگ طبقهٔ اشرافِ اثرگرفته از عرب بود — نیاز به آثاری برتر داشت تا در کنار فرهنگِ عرب‌گرا قرار گیرد.
شعر حِماسی در ادب پارسی، در برابر شعر غِنایی جای داشت؛ گونه‌ای از شعر که در شعرِ عرب، ناشناخته و به‌طور کاملْ ایرانی و نشانگر پیوستگی ادبیات پیش و پس از اسلام بود. درون‌مایه‌های پیوندی مانند بینش اخلاقی، پند و اندرز برپایهٔ خرد، ناپایداری این جهانی این پیوستگی را برقرار می‌کرد. اثرگذاری اسلام بر این درون‌مایه‌ها بسیار کم بود و ریشه‌های ایرانی آن‌ها کهن و ژرف بودند. حتی برخی درون‌مایه‌های شعر غنایی چون وصفِ طبیعت ریشه در ادب پیش از اسلام داشتند.
به‌باور ذَبیحُالله صفا، یکی از ویژگی‌های شعر پارسی در سدهٔ چهارم و نیمهٔ نخست سدهٔ پنجم ه‍. ق، شمار فراوان سرایندگان است. این موضوع هنگامی اهمیت می‌یابد که به محدودبودن گسترهٔ شعر پارسی به شرق ایران در آن روزگار نگریسته شود. زِبَردستی سرایندگان و توانایی آنان در بیان مضمون‌های نو و رسایی سخن آنان از دیگر موارد این دوران است. چرایی این موضوع را باید افزون بر آمادگی محیط، طبیعی بودن زبان برای سرایندگان دانست؛ به‌گونه‌ای‌که شاعران نیاز بسیاری به یادگیری زبان پارسی نداشتند، آن‌چنان‌که سرایندگان سدهٔ ششم هجری در عراق و آذربایجان و دیگر جای‌ها به این فراگیری نیازمند بودند. از ویژگی‌های دیگر این روزگار، فزونی شعر است. شمارِ بیت‌هایی را که برای رودکی آورده‌اند، به گزارشی یک میلیون و سیصدهزار و به گزارشی قابل‌قبول‌تر، یکصدهزار بیت بوده و شاهنامه را هم شصت‌هزار بیت گزارش کرده‌اند. برای دیگر شاعرانِ این دوران نیز چنین بود. از سوی دیگر، علت ازمیان‌رفتن بیشتر سروده‌های این روزگار یکی کهن‌بودن زبان و ترکیب‌های آن و ناآشنابودن آن‌ها برای مردم در دوران‌های پسین، و دیگرْ یورشِ پیاپیِ قوم‌های همسایهٔ خاوری ایران به فرارود و خراسان و نابودی کتاب‌ها و کتابخانه‌های فراوانی در این یورش‌هاست. دیگر ویژگی‌های شعر پارسی در این روزگار، سادگی و روانیِ سخن و اندیشه، دگرگونیِ وزن‌های شعر و تکامل آن‌ها در سنجش با سدهٔ سوم هجری و تازه‌بودن مضمون‌ها و اندیشه‌هاست. بازتاب چگونگیِ زندگیِ سرایندگان و اوضاع اجتماعی و نظامی و سیاسی از دیگر ویژگی‌های شعر این دوران است. چراییِ این بازتاب، واقع‌بینی شاعران و آشنایی آنان با محیط پیرامون و نگرش اندک به نازک‌خیالی و وَهْم — مگر در سروده‌های غنایی و غزل‌گونه — است. زندگی مُرَفَّهِ بیشتر سرایندگان در این روزگار، سبب شده تا در شعرِ این دوران بیشتر از کامرانی و خوشی‌ها و آسایش سخن رود، آن‌چنان‌که خوانندهٔ این سروده‌ها از سرزندگی بیشتر بهره می‌برد.

## داستان‌های زندگی
افسانه‌های فراوانی دربارهٔ فردوسی و شاهنامه پرداخته‌شده که بیشتر از شور و دلبستگیِ مردمِ دوستدارِ فردوسی و خیال‌پردازیِ شاهنامه‌خوانان پدید آمده و اغلب بی‌پایه است و با منابع تاریخی و متنِ شاهنامه نمی‌خواند.از این دست می‌توان داستانِ راه‌یافتنِ نسخهٔ پهلویِ شاهنامه از تیسفون به حجاز و حبشه و هند و سرانجام به ایران آمدنش به‌دست یعقوب لیث، رویارویی فردوسی با سه سرایندهٔ دربار غزنویان (عنصری، فَرُّخی، و عَسجَدی)، داستان فرارش به بغداد، هند، طبرستان، یا قُهِستان پس از نوشتن هَجوْنامه، داستان پیشکش کردنِ شاهنامه به سلطان محمود به‌سبب نیازمندی و تنگدستیِ وی در فراهم آوردنِ جهیزیه برای دخترش، داستان فرستادنِ پیشکشی که سلطان محمود به فردوسی نوید داده بوده است به‌سان پولِ سیمین به‌جای زر به‌پیشنهاد احمد بن حسن مِیْمَندی و بخشیدن آن پاداش به فُقاع‌فروش و حَمّامی به‌دست فردوسی و پشیمانی سلطان محمود و هم‌زمانیِ رسیدن پاداشِ زر با مرگ فردوسی را برشمرد. ازدیگرسوی، خالقی مُطلَق — با اشاره به این‌که دانسته‌ها دربارهٔ زندگی فردوسی پس از سال ۴۰۰ ه‍.ق فراتر از گزارش چهارمقاله نیست — می‌گوید هرچند که برخی گفته‌ها مانند آنچه که نظامیِ عَروضی آورده، جای تردید دارد، اما از سویی دلیل محکمی هم در رد آن‌ها نیست؛ و برخی از آن‌ها با سنجشِ منابعِ دیگر درست انگاشته می‌شوند. مانند داستانِ سفر فردوسی به غَزنه و رویارویی او با محمود در کتاب تاریخ سیستان، یا نمونهٔ دیگر این‌که نظامی گنجوی و عطّار نیز به کشمکش فردوسی با محمود و ناسپاسی محمود در حقِّ فردوسی و حتی فقاع‌نوشیِ فردوسی و بخشیدن پاداش محمود اشاره کرده‌اند. خالقی مطلق برپایهٔ چهارمقاله، فقاع‌نوشی و بخشیدن پاداش، گریختن از غزنه، رفتن به هرات و سفر به طبرستان نزد اسپَهبُد شهریار باوَند را گزارش می‌کند. اما سفر بغداد و رفتن به اصفهان را — که در برخی پیشگفتارهای دست‌نویس‌ها و بخش‌های الحاقی شاهنامه دیده می‌شود — افسانه می‌داند.
افزون بر این‌ها، در «پیشگفتار بایسُنقُری» داستانی از سفرنامهٔ ناصرخسرو آمده است که ناصرخسرو در سال ۴۳۷ ه‍.ق در راه سرخس به توس کاروانسرای بزرگی در روستای چاهه می‌بیند که می‌گویند از پاداشی که محمود برای فردوسی فرستاده بوده است، ساخته شده و چون فردوسی در آن هنگام درگذشته بوده، وارثش آن پاداش را نپذیرفته است. این داستان در دست‌نویس‌های سفرنامه نیست، اما تقی‌زاده گمان بر درستی آن دارد. نُلدِکه هم در آغاز آن را برساخته می‌دانست ولی سپس‌تر از رأی خویش برگشت.

### در روزگار نو
در سدهٔ بیستم افسانهٔ زندگی فردوسی به کارِ سیاست‌پیشگان هم آمد. رضاشاه، که مرام ملی‌گرایی تبلیغ می‌کرد، شیفتهٔ فردوسی بود. عبدُالْحسین سِپَنتا نیز در زمان رضاشاه فیلمِ فردوسی را به‌سال ۱۳۱۳ ساخت و زندگی فردوسی را از نگاه خود به‌تصویر کشید، که یکی از نخستین نمونه‌های افسانه‌پردازیِ تصویری از زندگی فردوسی به‌شمار می‌رود. پیش از او علی نصر در سال ۱۳۰۰ نمایشنامهٔ فردوسی را تنظیم کرده‌بود. ازدیگرسو، افسانه‌های چپ‌گرایان دربارهٔ فردوسی نیز به کارِ مبارزهٔ سیاسی می‌آمد. ازراهِ‌نمونه، علی حصوری و احمد شاملو فردوسی را سخت نکوهیدند و او را تبلیغاتچیِ سرکوب و محافظه‌کاری در خدمتِ حفظِ نظام طبقاتی دانستند.
افسانه‌پردازی دربارهٔ فردوسی امّا ادامه یافت و خود هنری شد ستوده. در روزگاران بعدی سخنوران و هنرمندان فراوانی، زندگانیِ فردوسی را به‌داستان کشیده‌اند. ازاین‌دست، بهرام بیضایی در فیلمنامهٔ دیباچهٔ نوین شاهنامه (۱۳۶۵) فردوسی را غریبه‌ای خشمگین از زمانه نشان داده که برای زنده‌کردن میراثِ ایرانِ کهن، دارایی خود را باخته و جز تهمت و دشنامش نداده‌اند. ساتِم اُلُغ‌زاده نیز در رمانِ تاریخی فردوسی (۱۳۶۹) فردوسی را چنان‌که خود دانسته به‌تصویر کشیده است.
ازسوی‌دیگر هم پژوهشگران در جستجوی زندگی واقعی فردوسی از میان انبوه داده‌های تاریخی و افسانه‌ای همواره تاحدودی کامیاب بوده‌اند. دانسته‌هایی ازاین‌دست در پی می‌آید:

#### زایش
برپایهٔ دیدگاه بیشترِ پژوهشگرانِ امروزی، فردوسی در سال ۳۲۹ ه‍.ق برابر با ۹۴۰ م، در روستای پاژ در شهرستان توس در خراسان دیده به جهان گشود. نظامی عروضی (وفات ۵۶۰ ه‍.ق)، نخستین پژوهنده‌ای که دربارهٔ زندگی فردوسی جُستاری نوشته، زایش فردوسی را در روستای «باز» (پاژ) دانسته است. منابع تازه‌تر روستاهای «شاداب» و «رَزان» را نیز جایگاه زایش فردوسی دانسته‌اند، اما بیشتر پژوهشگران امروزی این گمانه‌ها را بی‌پایه می‌دانند.
سال زایش فردوسی در ۳۲۹ ه‍.ق از آن‌جا دریافته شده، که وی در سه پاره از سروده‌هایش، به سنِّ خود اشاره کرده است. نخست در داستان «جنگ بزرگ کیخسرو» از تهیدستی خود در شصت و پنج سالگی می‌گوید و پس از آن می‌افزاید که در پنجاه و هشت سالگی و زمانی که جوانی را گذرانده‌بود، فریدون دوباره زنده شده و جهان را به‌دست گرفت که منظور وی، به‌تخت‌نشستن محمود است:
| بدانگه که بُد سال پنجاه و هشت |  | — نوان‌تر شدم چون جوانی گذشت —    |
| خروشی شنیدم ز گیتی بلند      |  | — که اندیشه شد تیز و تن بی‌گزند — |
| که‌ای نامداران و گردن‌کشان     |  | که جُست از فریدونِ فرّخ نشان؟!      |
| فریدونِ بیداردل زنده شد       |  | زمان و زمین پیش او بنده شد       |

و از آن‌جا که زمان چیرگیِ سلطان محمود غزنوی بر شرق ایران در سال ۳۸۷ ه‍.ق بوده، می‌توان دریافت که سال زایش فردوسی ۳۲۹ ه‍.ق است؛ و همچنین با درنگریستن به این‌که فردوسی در سال ۳۸۷ ه‍. ق، پنجاه و هشت ساله بوده، می‌توان درست بودن این گمان را پذیرفت. بار دوم در داستان «پادشاهی بهرام بهرامیان»، واژهٔ شصت و سه را برای سن خود می‌گوید و این تاریخ را در حدود ۷۳۰ بیت پسین‌تر دوباره می‌آورد و می‌افزاید که در آن هنگام، روز آدینه به هُرمُزْدِ بَهمِن، یعنی روز نخست بهمن، افتاده است. بنا بر پژوهش شاپور شهبازی، تنها در سال ۳۷۱ یزدگردی برابر با ۱۰۰۳ م، روز آدینه با روز نخست بهمن برابر افتاده است؛ و چنان‌چه ۶۳ سال از آن سال کاسته شود، سال زایش فردوسی ۳۲۹ ه‍.ق به‌دست می‌آید. سومین بار در پایان شاهنامه فردوسی سن خود را هفتاد و یک بیان می‌کند و سال خاتمه شاهنامه را ۴۰۰ ه‍.ق می‌گوید؛ و چنان‌چه ۷۱ از ۴۰۰ کاسته شود، برای بار سوم سال ۳۲۹ آشکار می‌شود.
بااین‌حال، شمار دیگری از فردوسی‌پژوهانْ سال‌های دیگری را برای سال زایش فردوسی آورده‌اند. نلدکه به این نتیجه می‌رسد که او اندکی پس از ۳۲۰ ه‍.ق زاده شده است. رُکنُالدّین همایون‌فَرُّخ دیدگاه دیگری دارد و سال ۳۱۳ ه‍.ق را سال زایش فردوسی می‌داند.

#### نام و نشان
کُنیهٔ وی «ابوالقاسم»، و تخلص و شهرتش «فردوسی» است، هیچ‌گونه آگاهی قطعی از نام و خانواده‌اش در دست نیست. در منابع گوناگون و در دیباچهٔ برخی نسخه‌های دست‌نویس شاهنامه، نام وی منصور، حسن یا احمد آمده و نام پدرش حسن، احمد یا علی و نام پدربزرگش شَرَفشاه یاد شده است. از میان این گفته‌های گوناگون، معتبرترین نامِ این شاعرِ ایرانی «ابوالقاسم فردوسی توسی» است. این‌که چرا شاعر تخلص فردوسی را برای خود گزیده است، روشن نیست. شاید این موضوع به دیدار وی با سلطان محمود غزنوی بازگردد. گویا سلطان محمود چنین لقبی به فردوسی داده و منظور وی مردی بوده که از بهشت آمده است.
نام او همه جا ابوالقاسم فردوسی شناخته شده است. نام کوچک او را در منابع کهن‌تر مانند عَجایِبُالْمَخلوقات و تاریخ گُزیدهٔ حَمدُالله مُستُوفی و «سومین پیشگفتار کهن شاهنامه»، «حسن» نوشته‌اند. منابع دیگر همچون برگردانِ عربی بُنداری اصفهانی، «پیشگفتار دست‌نویس فِلُورانْس» و «پیشگفتار شاهنامهٔ بایسنقری» و نوشته‌های برگرفته از آن، نام او را «منصور» گفته‌اند. پیش از همهٔ این‌ها، کهن‌ترین منبعی که از فردوسی و نام و تخلص و شهر او یاد کرده، گَرْشاسْپْنامهٔ اسدی توسی است. نام پدر او نیز در تاریخ گزیده و «سومین پیشگفتار کهن شاهنامه» «علی» گفته شده است. محمدامین ریاحی پس از بررسی کهن‌ترین منابع، نام «حسن بن علی» را پذیرفتنی و این نام را با قرینه‌های دیگری که وابستگی او را به یکی از شاخه‌های تشیع می‌رساند، سازگارتر دانسته است، هرچند که همچون بیشتر پژوهندگان زندگانی فردوسی، او را از هرگونه تعصّبِ مذهبی برکنار می‌داند.
برای پدر فردوسی در منابع کم‌ارزش‌تر نام‌های دیگری نیز آورده‌اند، مانند: «مولانا احمد بن مولانا فرّخ» در «پیشگفتار شاهنامهٔ بایسنقری»، «فَخرُالدّین احمد» در هفت اِقلیم، «فخرالدین احمد ابن حکیم مولانا» در مَجالسُالْمؤمنین و مَجمعُالْفُصَحاء، و «حسن اسحاق شرفشاه» در تَذکِرَةُالشُّعَراء. تئودور نلدکه در کتاب حِماسهٔ ملی ایران دربارهٔ نادرست بودن نام «فخرالدین» نوشته که دادن لقب‌های مختوم به «الدین»، در زمان آغاز نوجوانی فردوسی کاربرد پیدا کرده و ویژهٔ «امیران مقتدر» بوده است، ازاین‌رو پدر فردوسی نمی‌توانسته چنین لقبی داشته‌باشد.
عُمَر فَرّوخ در یادکرد بنداری اصفهانی، نام و نسب فردوسی را «ابوالقاسم منصور بن احمد بن فَرُّخ فردوسی» نوشته است. محمدرضا شفیعی کَدکَنی در تصحیح تاریخ نیشابور از روشی سخن می‌گوید که از شیوهٔ نام‌نوشت‌های حاکم نیشابوری که هم‌روزگار فردوسی بوده، برگرفته شده، روشی که از رابطهٔ کنیه‌ها و نام‌ها در روزگار فردوسی در خراسان ساخته شده است:
از مطالعهٔ آمارگونهٔ این کنیه‌ها تا حدی می‌توان حُکم کرد که اَعَمّ اغلبِ ابوالحسن‌ها، علی نام دارند و بیشتر ابوعبدالله‌ها، محمد... از روی این رابطهٔ کنیه‌ها و نام‌ها شاید بتوان در مواردی که کنیهٔ کسی مسلّم نیست و نام او مورد تردید، تصمیم گرفت؛ مثلاً، اگر مسلّم باشد — که مسلّم است یقیناً — کنیهٔ فردوسی ابوالقاسم است، وقتی دربارهٔ نام او که آیا منصور است یا حسن شک کنیم، می‌توانیم از روی این فرمول حسن را انتخاب کنیم.

#### پرورش و بالندگی
برپایهٔ اشاره‌های گذرای فردوسی، دانسته‌شده که او دهقان و دهقان‌زاده بوده است. دهقانان طبقه‌ای از زمین‌داران در دوران پیش از اسلام و سده‌های دوم و سوم هجری بودند که بیشتر برای نگاه‌بانی از جایگاهِ مالی و اجتماعیِ خود به اسلام گرویدند و ازهمین‌روی به رسوم و سنت‌های نیاکانی خود عشق می‌ورزیدند و در پاسداری از آن‌ها کوشش می‌کردند. فرزندان دهقانان با آداب و رسوم ایرانی پرورش می‌یافتند و نگهبانان سنت‌ها و فرهنگ ملی ایرانی بودند. دربارهٔ دوران کودکی و جوانی او، نه خودِ شاعر سخنی گفته و نه در منابع کهن جز افسانه و خیال‌بافی چیزی به‌چشم می‌خورد. بااین‌حال از دقت در ساختار زبانی و بافت تاریخی–فرهنگیِ شاهنامه، می‌توان دریافت که او در دوران پرورش و بالندگی خویش از راه خواندن و ژرف‌نگری در سروده‌ها و نوشتارهای پیشینیانِ خویش، سرمایهٔ کلانی را اندوخته، که بعدها دست‌مایهٔ او در سرایش شاهنامه شده است. کودکی و جوانی فردوسی در زمان سامانیان سپری شد. شاهان سامانی از دوستداران ادب فارسی بودند. فردوسی در روزگار و شهری می‌زیست که داستان‌های کهن ایرانی مورد علاقهٔ همگان بود — همان‌گونه که خود در دیباچهٔ شاهنامه ستایش و آفرین‌گویی «کِهان» و «مِهان» را از ناموَرنامهٔ ابومنصوری و این‌که «جهان دل نِهاده برین داستان» را بازگفته است.

#### آموزش و دانش
از شاهنامه این‌گونه برداشت کرده‌اند که فردوسی با زبان و دیوان‌های شاعران عرب و نیز با زبان پَهلَوی آشنا بوده است. نلدکه بر این باور است که فردوسی دانشِ روزگارِ خود به‌ویژه دانش‌های دینی و فلسفی را به‌گونه‌ای رسمی و دانشورانه نیاموخته‌بود و در اندازهٔ یک فردِ باسواد و در سطحِ دانسته‌های عمومی از این دانش‌ها آگاهی داشته است و همچنین می‌گوید فردوسی پهلوی نمی‌دانست. در برابر این دیدگاه، حسن تقی‌زاده و شیرانی بر این باورند که فردوسی با دانش‌های روزگار خود آشنایی داشته؛ و بَدیعُالزَّمان فروزانفَر و احمد مهدوی دامغانی نیز باور دارند که فردوسی حتی در زمینهٔ شعر و نثرِ عرب دانش گسترده‌ای داشته است. اما دربارهٔ پهلوی دانستن فردوسی برخی پژوهشگران مانند سعید نفیسی، حبیب یغمایی و لازار، پهلوی‌دانیِ او را پذیرفته‌اند، اما برخی دیگر مانند نلدکه، محمدتقی بهار، شاپور شهبازی و جلال خالقی مطلق بر این باور نیستند. صفر عبدالله بر این باور است که فردوسی از نگاهِ واژه‌گزینی، پهلوی می‌دانسته است. اما به‌گفتهٔ خالقی مطلق، روی‌هم‌رفته، دربارهٔ عربی‌دانی و پهلوی‌دانی و آموخته‌های فردوسی می‌توان رأی نلدکه را پذیرفت. می‌توان گفت فردوسی عربی را آموخته‌بود، اما در نثر و نظم عرب چیره نبود. همچنین سختیِ پهلوی‌خوانی در دوران فردوسی، شیوهٔ نگارش آن بود. آن‌گونه که اگر نوشته‌ای برای او خوانده می‌شد، مفهوم آن را دریافت می‌کرد، اما خود پهلوی‌خوانی نمی‌دانست. به‌هرروی، در شاهنامه هیچ نشانه‌ای دربارهٔ پهلوی‌دانی فردوسی نیست. گاهی در شاهنامه نشانه‌هایی از دانش‌های ستاره‌شناسی و فلسفه و دانش‌های دیگر به‌چشم می‌خورد، اما نمی‌توان از آن‌ها چیرگیِ فردوسی بر این دانش‌ها را برداشت کرد. چیرگی فردوسی بر فرهنگ و تاریخ و آداب و آیین‌های ایران باستان و همچنین زبان پارسی بر کسی پوشیده نیست. اما این‌گونه دانش‌ها در گروه دانش‌های بنیادیِ آن روزگار جای نمی‌گرفت و امروزه هم به این دانش‌ها که در تاروپود شاهنامه تنیده شده‌اند، چندان بهایی داده نمی‌شود.

#### خانواده
از زندگانی فردوسی تا پیش از سرایش شاهنامه آگاهی چندانی در دست نیست. تنها این‌که پسر او در سال ۳۵۹ ه‍.ق زاده شده، پس فردوسی باید پیش از ۳۵۸ ه‍.ق ازدواج کرده‌باشد. از همسر فردوسی چیزی دانسته نیست. پژوهشگرانی چون حبیب یَغمایی، محمدتقی بهار و ذبیح‌الله صفا، زنی را که در آغاز داستان «بیژن و مَنیژه» نام برده شده، همسر فردوسی دانسته‌اند. اگر این گمان درست باشد، احتمالاً او زنی فرهیخته بوده، که توانایی چنگ‌نوازی داشته است و مانند خود فردوسی از خانواده‌ای دهقان‌نژاد بوده و از آنچه که در این خانواده‌ها به دختران آموزش داده می‌شده، بهره داشته است. پسر فردوسی در سال ۳۹۶ ه‍.ق در ۳۷ سالگی و زمانی که فردوسی ۶۷ ساله بوده، درگذشت. فردوسی از پیشی‌گرفتن پسر بر پدر گِله کرده و از خداوند خواستار آمرزش فرزندش می‌شود. به گزارش نظامی عروضی، از فردوسی تنها یک دختر به‌جای ماند و فردوسی پاداش شاهنامه را برای کابین او می‌خواست. پس از مرگ فردوسی دختر پاداش را نپذیرفت و آن پاداش برای بهبود کاروانسرای چاهه خرج شد.

## سروده‌های فردوسی
آغاز سرودنِ شاهنامه را برپایهٔ شاهنامهٔ ابومنصوری از زمان سی سالگیِ فردوسی می‌دانند، اما با نگریستن به تواناییِ فردوسی می‌توان چنین برداشت کرد که وی در جوانی نیز می‌سروده است و چه‌بسا سرودنِ بخش‌هایی از شاهنامه را در همان زمان و برپایهٔ داستان‌های کهنی که در داستان‌های گفتاریِ مردم جای داشته‌اند، آغاز کرده است. این گمانه می‌تواند یکی از سبب‌های ناهمگونی‌های زیادِ ویرایش‌های دست‌نویسِ شاهنامه باشد. بدین‌سان که ویرایش‌های کهن‌تری از این داستان‌های پراکنده، دست‌مایهٔ نسخه‌برداران شده‌باشد. گذشته از دلایل عقلی، از روایت‌های افسانه‌ای هم چنین برمی‌آید که فردوسی داستان‌هایی را به‌صورت جدا سروده بوده و از این داستان‌ها رونویس‌هایی تهیه می‌شده و دست‌به‌دست می‌گشته است. اشارهٔ خود فردوسی در پارهٔ انجامِ شاهنامه نیز به همین نکته است. از میان داستان‌هایی که گمان می‌رود در زمان جوانی وی گفته شده‌باشد، می‌توان داستان‌های «چند پادشاهی نخست» در شاهنامه، «بیژن و منیژه»، «رستم و اسفندیار»، «رستم و سهراب»، «داستان اَکْوانِ دیو» و «داستان سیاوش» را نام برد.
جدای از بیت‌هایی که خود فردوسی از سروده‌های دقیقی دانسته، تنها سروده‌ای که روشن شده از اوست، خود شاهنامه است. سروده‌های دیگری نیز از برای فردوسی دانسته شده‌اند، که بیشترشان بی‌پایه هستند. ناموَرترین آن‌ها مثنوی‌ای به نام یوسف و زلیخا است که در «پیشگفتار شاهنامهٔ بایسنقری» سرودهٔ فردوسی به‌شمار رفته است. اما این گمانه از سوی پژوهشگران نادرست دانسته شده و از آن میان مجتبی مینُوی در سال ۱۳۵۵ گویندهٔ آن را «ناظمِ بی‌مایه‌ای به نام شمسی» یافته است. سروده‌های دیگری نیز از فردوسی دانسته شده‌اند، مانند چند قطعه، چهارپاره، رباعی، قصیده، و غزل که پژوهشگران در این‌که سرایندهٔ آن‌ها فردوسی باشد، بسیار دودل هستند. و به‌ویژه قصیده‌ها را سرودهٔ روزگار صفویان می‌دانند. در مَخزَنُالْغَرائِب، لباب‌الالباب، تذکرهٔ آتشکده، هفت اقلیم، ریاضُالشُّعَراء و تَذکرهٔ بُتخانه، قصیده و قطعه و رباعی به فردوسی نسبت داده‌اند، که برخی از آن‌ها مورد تردید است. هِرمان اِته این سروده‌ها را گردآوری و به زبان آلمانی برگردانده است. اما تقی‌زاده می‌گوید برخی از این سروده‌ها درست نیستند، چراکه دور از زبان و سبک فردوسی و شعر سدهٔ چهارم ه‍.ق هستند. در این میان گمان درست‌بودنِ یک غزل، دو قطعه و دو رباعی و انتساب آن‌ها به فردوسی بسیار است.

### سُرایش شاهنامه

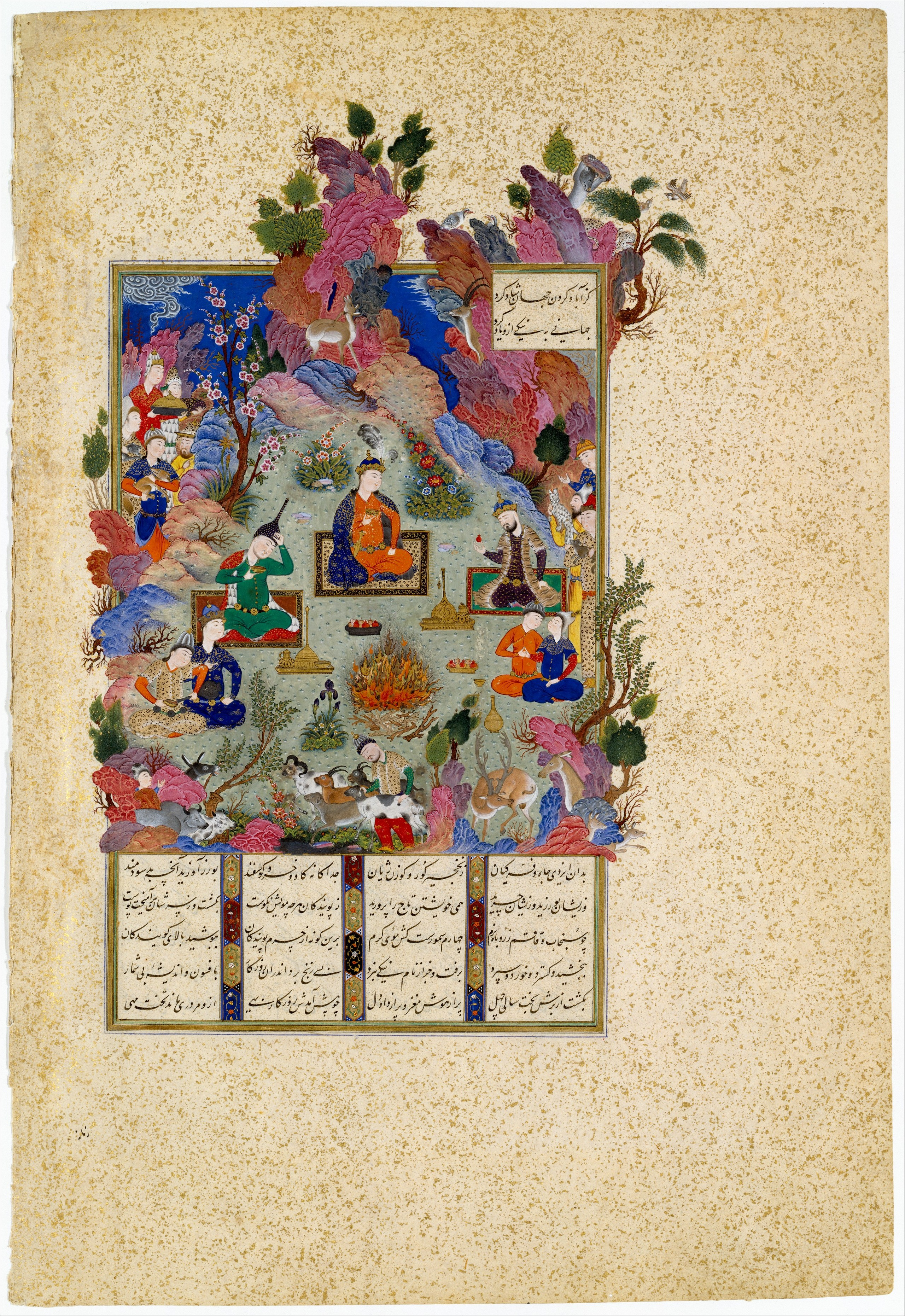
برگی از شاهنامهٔ تهماسبی

شاهنامه پرآوازه‌ترین سرودهٔ فردوسی و یکی از بزرگ‌ترین نوشته‌های ادبیات فارسی است. فردوسی هنگامی سرودن شاهنامه را آغاز کرد که زبان پارسی دری توانایی‌های بایسته را برای بیان موضوع‌های گوناگون یافته، اما هنوز در سراسر سرزمین‌های پارسی‌زبان به‌گونه‌ای یکدست و یکسان درنیامده‌بود؛ و در لهجهٔ هر شهر و ناحیه، واژه‌ها و تعبیرهای ویژه وجود داشت، و گردآورندگانِ کتاب مَسالِک و مَمالِک به برخی نکته‌ها در این زمینه اشاره کرده‌اند.
فردوسی داستان‌هایی را در روزگار منصور بن نوح، امیر سامانی، سروده‌بود. پس از آن در حدود سال ۳۷۰ ه‍. ق، در روزگار نوح دوم پسر منصور و پس از مرگ دقیقی، به‌نظم درآوردن متن شاهنامهٔ ابومنصوری را آغاز کرد. گمان می‌رود که دقیقی به‌دستور شاه سامانی کار نظم شاهنامه را آغاز کرده‌بود. ازاین‌رو، فردوسی برای دنبال کردنِ کار دقیقی، خواست تا به بخارا، پایتخت سامانیان، سفر کند تا هم فرمان ادامهٔ کار را از شاه سامانی ستاند و از پشتیبانی مالی او برخوردار شود و هم این‌که از نسخه‌ای از شاهنامهٔ منثورِ ابومنصور محمد بن عبدُالرَّزّاق — که به‌گمان نگاه‌داری‌شده در کتابخانهٔ دربار سامانی و مورد بهرهٔ دقیقی بود — بهره گیرد. اما پس از این‌که دوستی از همشهریانش — که در «پیشگفتار بایسنقری» محمد لشکری نام برده شده است — دست‌نویسی از این منبع را در دسترس او گذاشت، از این رأی برگشت و کار را در شهر خویش آغاز کرد. او در آغاز از پشتیبانی مالی اَمیرَکْ منصور، فرزند ابومنصور محمد بن عبدالرزاق بهره‌مند می‌شود. اما این دوران دیری نمی‌پاید و با کشته‌شدن منصور پایان می‌یابد.
او سرانجام شاهنامه را در سال ۳۸۴ ه‍. ق، سه سال پیش از برتخت‌نشستنِ محمود، به‌پایان رساند. این ویرایش نخستینِ شاهنامه بود و فردوسی نزدیک به شانزده سالِ دیگر، در پرمایه‌تر و پیراسته کردن آن کوشید. این سال‌ها هم‌زمان با برافتادن سامانیان و برآمدن سلطان محمود غزنوی بود. روشن است که در ویرایشِ نخستین، ستایش محمود نبود و به‌گمانْ ستایش منصور بن ابومنصور، بیش از آنچه که اکنون هست، بوده و چه‌بسا که ویرایشِ نخست به نام امیرک منصور بوده‌باشد. فردوسی در سال ۳۹۴ ه‍.ق در شصت و پنج سالگی بر آن شد که شاهنامه را به سلطان محمود پیشکش کند، و ازاین‌رو دست به کارِ تدوینِ ویرایشِ تازه‌ای از شاهنامه شد. او در ویرایش دوم، بخش‌های مربوط به پادشاهی ساسانیان را تکمیل کرد. پایان ویرایش دومِ شاهنامه در ۲۵ اسفند سال ۴۰۰ ه‍.ق برابر با ۸ مارس ۱۰۱۰ م در هفتاد و یک سالگی فردوسی بوده است:
| چو سال اندرآمد به هفتادویک |  | همی زیر بیت اندرآرم فلک!     |
| تن شاه‌محمودآباد باد!       |  | سرش سبز و جان و دلش شاد باد! |
| چُنانش ستایم که تا در جهان  |  | سخن باشد از آشکار و نهان،    |
| مرا از بزرگان ستایش بود!   |  | ستایش وُرا در فزایش بود!      |
| که جاوید باد آن خردمندمرد  |  | همیشه به کام دلش کارکرد!     |
| همش رای و هم دانش و هم نسب |  | چراغ عجم، آفتاب عرب!         |
| سرآمد کنون قصّهٔ یزدگرد      |  | به ماه سپندارمذ روز اِرد،     |
| ز هجرت شده پنج هشتاد بار   |  | به نام جهان‌داور کردگار!      |

به‌گزارش عروضی، علی دِیلَم شاهنامه را در هفت دفتر نوشت و فردوسی به‌همراه بودُلَف آن را به دربار غزنه نزد سلطان محمود بُرد. در آن‌جا با کمک احمد بن حسن مِیمَندی، وزیر سلطان، شاهنامه به سلطان محمود پیشکش می‌شود. اما به‌خاطر بدگویی حسودان و باورِ مذهبیِ فردوسی، محمود شاهنامه را نمی‌پسندد و ارج نمی‌نهد و به‌جای پاداش نخستین شصت‌هزار دینار، پنجاه‌هزار درهم برای او در نظر می‌گیرند و سرانجام هم بیست‌هزار درهم بیشتر به فردوسی نمی‌دهند. از این رویداد تا پایان زندگانی، فردوسی بخش‌های دیگری نیز به شاهنامه افزود که بیشتر در گله و انتقاد از محمود و تلخ‌کامیِ سراینده از اوضاع زمانه بوده است. برپایهٔ بیتی در هجوْنامه، فردوسی در سال‌هایی پس از سرایش شاهنامه، از سن خود دگربار یاد کرده و خود را هشتاد ساله خوانده است:
| کنون عمر نزدیک هشتاد شد |  | امیدم به یک باره بر باد شد |

برپایهٔ اشاره‌های نظامی عروضی و فریدُالدّین عطار، زمان کُلیِ سرودن شاهنامه ۲۵ سال بوده است. در هجونامه در سه جای سخن از سی سال است و یک بار سی و پنج سال گفته می‌شود. اگر آغاز کار شاهنامه ۳۶۷ ه‍.ق و سال پایان آن ۴۰۰ ه‍.ق پنداشته شود، درازای سرایش شاهنامه به سی و سه سال می‌رسد. برپایهٔ دیدگاه جلال خالقی مطلق، با نگرش به زمان سرایش «بیژن و منیژه» و همچنین بازنگری شاهنامه پس از سال ۴۰۰ ه‍. ق، فردوسی ۳۵ سال از عمر خویش را بر سر سرایش شاهنامه گذاشته است.

### هجونامه
سرودهٔ دیگری که از فردوسی دانسته شده است «هَجْوْنامه» ای در نکوهش سلطان محمود است که به گفتار نظامی عروضی صد بیت بوده و شش بیت از آن به‌جای مانده است. ویرایش‌های گوناگونی از این هجونامه در دست بوده است که از ۳۲ بیت تا ۱۶۰ بیت داشته‌اند. برخی از پژوهشگران نسبت دادن چنین هجونامه‌ای به فردوسی را نادرست دانسته‌اند، مانند محمود شیرانی که با درنگریستن به این‌که بسیاری از بیت‌های این هجونامه از خود شاهنامه یا مثنوی‌های دیگر آمده‌اند و بیت‌های دیگر نیز از دید ادبی کاستی دارند، چنین نتیجه‌گیری کرد که این هجونامه ساختگی است. اما محمدامین ریاحی با درنگریستن به این‌که از این هجونامه در شهریارنامهٔ عثمان مختاری، از ستایشگران مسعود سوم غزنوی نوادهٔ محمود، — که پیش از چهارمقالهٔ نظامی عروضی نوشته شده، نام برده شده — سرودن هجونامه‌ای به‌دست فردوسی را پذیرفتنی دانسته است. پژوهشگرانی مانند نلدکه، تقی‌زاده و صفا نیز باور به اصیل بودن هجونامه و بنیاد برخی بیت‌های آن دارند. نلدکه باور دارد که به گواهِ واژهٔ «این نامه» در برخی بیت‌های هجونامه، فردوسی به پیوست شاهنامه، هجونامه را آورده است تا با این کار همهٔ بیت‌های پراکنده در شاهنامه را — که در ستایش محمود بوده است — بزداید. همچنین جلال خالقی مطلق بر این باور است که به‌سبب برساخته بودن بیشتر بیت‌های هجونامه نمی‌توان بنیاد آن را نادیده گرفت و در آن‌جا نیز بیت‌های زیبایی وجود دارد که از شاهنامه برگرفته نشده است؛ و می‌گوید چنین می‌نماید که شیرانی بیشتر در پی پشتیبانی از محمود بوده است. برپایهٔ بیتی در هجونامه که فردوسی در آن به هشتاد سالگی خود اشاره می‌کند، هجونامه پیش از سال ۴۰۹ ه‍.ق سروده شده است.

## پشتیبانان فردوسی

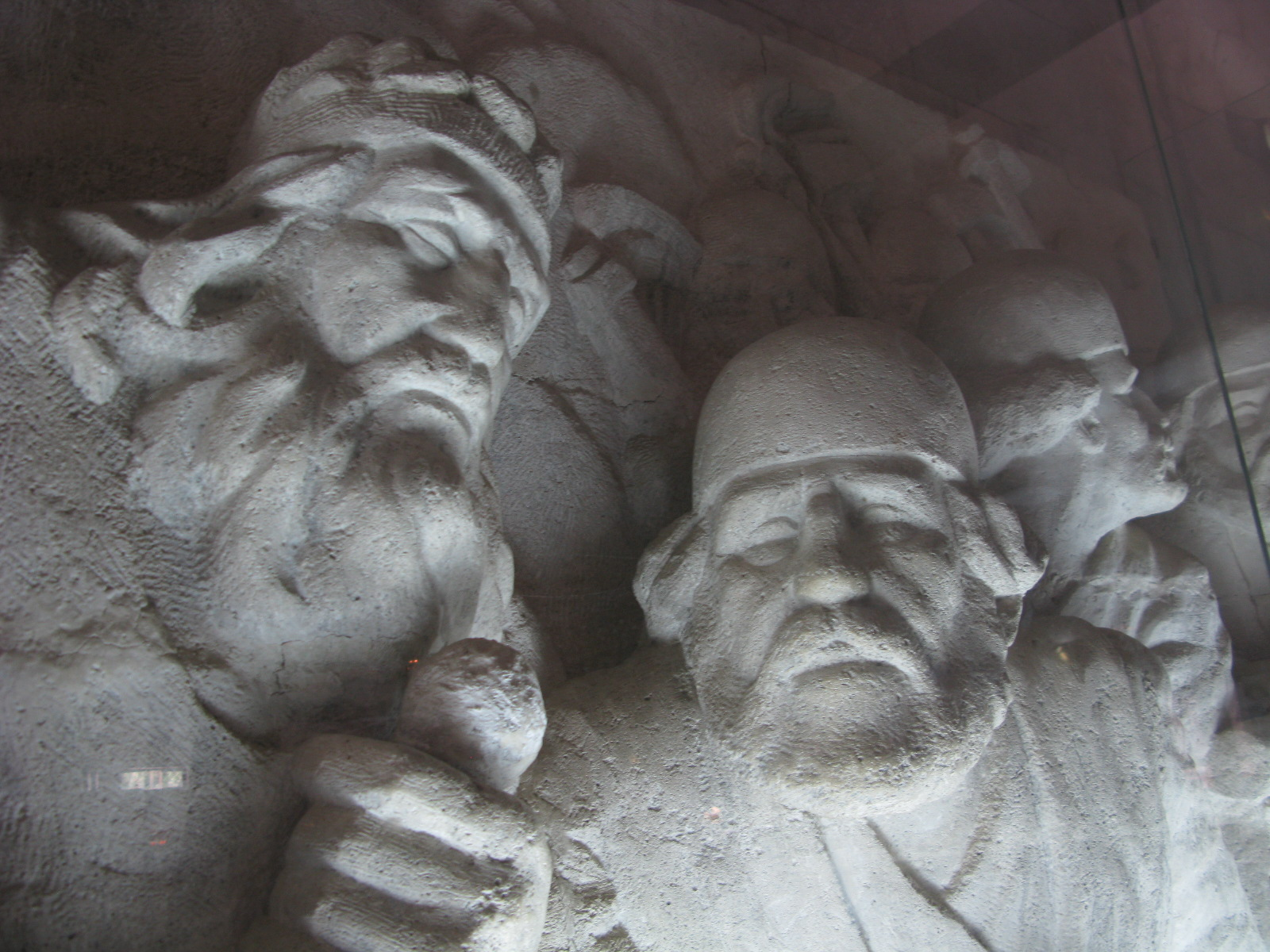
نمایی از داستان‌های شاهنامه در آرامگاه فردوسی

فردوسی شش نفر را در شاهنامه ستوده است: نخست منصور بن ابومنصور محمد فرزند حکمران توس در آغاز سرایش شاهنامه، دوم سلطان محمود، سوم ابُوالْعَبّاس اسفراینی وزیر محمود، چهارم نصر بن سَبُکتَکین برادر کوچک‌تر محمود و سپهسالار خراسان، پنجم ارسلان جاذب والی توس و ششم حُییّ بن قُتَیْبه عامل خَراج توس. از میان این کسان، فردوسی منصور را مردی بخشنده و جوانمرد و وفادار می‌نمایاند و او را گرامی می‌دارد. تنها جایی در سراسر شاهنامه که فردوسی بی‌پرده از دریافت کمک مالی کسی سخن می‌گوید، دربارهٔ منصور است؛ و از آن‌رو که این ستایش پس از مرگ منصور بوده، پس گمان این‌که این سخن برای پسندِ وی بوده نادرست است. افزون بر این، از آن‌جا که فردوسی این ستایش را حتی پس از ستودن محمود از شاهنامه برنداشته، پس نشان‌دهندهٔ گرامی‌داشت و مهر فراوان فردوسی دربارهٔ منصور بوده است. تا جایی که در داستان ایرج آن‌جا که سخن از سرزنش کشندهٔ ایرج است، گویا ایرج با منصور همانند می‌شود. به‌جز منصور، تنها کسی که به فردوسی کمک می‌کرده، حُییّ بن قتیبه بوده است. به‌گمان، حُییّ بن قتیبه که به او مال و متاع بخشیده و او را از پرداخت خراج زمین مُعاف داشته است، آن‌گونه که عروضی تصدیق می‌کند، عامل توس — و به‌گمان بهتر، عامل خراج توس — بوده است. فردوسی او را به‌گرمی می‌ستاید و او را «آزاده» می‌نامد. جز این دو تن، در شاهنامه نشانی دیگر از کمک و پشتیبانی کسانی از این گروه چون محمود، یا دیگر بزرگان دربار او مانند برادرش نصر یا ارسلان جاذب یا بزرگ دیگری نیست.
افزون بر این شش تن، فردوسی از کسان دیگری نیز یاد می‌کند مانند ابومنصور عبدالرزاق، دقیقی، دوست مهربان شاعر در دیباچه و علی دیلم و بودلف در پایان شاهنامه، اما هیچ‌کدام را نمی‌توان ستایش پنداشت. عروضی علی دیلم را از بودلف جدا می‌شمارد. عروضی می‌نویسد که علی دیلم، شاهنامه را در هفت جلد برای فردوسی پاک‌نویسی کرده و ابودلف راوی وی بوده است. با نگرش به گفتهٔ عروضی، گویا این دو تن از راه نوشتن و بازگویی شاهنامه برای بزرگان توس، مزدی هم دریافت می‌کرده‌اند.
چنان‌که نظامی عروضی گفته است، پشتیبان فردوسی در دربار محمود، وزیر او احمد بن حسن میمندی بوده است. اما این گزارش چندان درست نمی‌نماید؛ زیرا با آن‌که میمندی در دربار محمود دارای جایگاه ویژه‌ای بوده، اما در هیچ جای شاهنامه نامی از او به‌میان نیامده است. از سوی دیگر، او از اهل سنت و به‌سختی متعصب بوده و با رافِضیان و قَرمَطیان دشمنی آشکاری داشته است؛ و گمان می‌رود که در برکناری و کشته‌شدن ابوالعباس اسفراینی در سال‌های ۴۰۱ و ۴۰۴ ه‍.ق و همچنین در کشته‌شدن حَسَنَکِ وزیر در سال ۴۲۲ ه‍.ق — که نسبت رافضی بدو می‌دادند — دست داشته است. میمندی پس از اسفراینی در سال ۴۰۱ ه‍.ق به وزارت می‌رسد و دستور برگرداندن زبان نامه‌های دولتی — که در زمان اسفراینی به فارسی نگاشته می‌شد — به عربی را داد. او تا سال ۴۱۲ یا ۴۱۶ ه‍.ق وزیر بود و سپس برکنار شد و به زندان افتاد و پس از او حسنک میکال وزیر شد؛ بنابراین، وزیری که محمود را از رفتارش با فردوسی پشیمان کرد، نه میمندی بلکه حسنک وزیر بوده است.

### ستایش سلطان محمود در شاهنامه
فردوسی در جای‌جای شاهنامه بیش از همه محمود را ستوده است و ستودن دیگران بیشتر در لابه‌لای ستایش محمود آورده شده است. او در حدود ۲۵۰ بیت که گاهی بسیار بزرگنمایی شده است، محمود را ستوده و نام یا کنیهٔ او، ابوالقاسم را، نزدیک به سی بار یاد کرده است. اما راستی و پاکی‌ای که در بیت‌های ستایش منصور به‌چشم می‌خورد، در بیت‌های ستودن محمود دیده نمی‌شود. همچنین او آشکارا محمود را اندرز می‌دهد. پشتیبانی و پاداش محمود و امید فردوسی بدان یکی از دلایل ستودن محمود بود. بااین‌همه، در هیچ جای شاهنامه نشانی از دریافتِ کمکِ محمود نیست.
از دیگر سوی، اگر فردوسی می‌خواست در قلمروی سلطان محمود — که سلطانِ مقتدرِ سنی‌مذهب و ترک‌زاده بود — شاهنامه را سروده و سرگذشت نیاکان خود و پیروزی‌های آنان بر ترکان را بیان کرده است و بااین‌همه از گزند وی در امان مانَد، چاره‌ای نداشت جز آن‌که به ستودن او دست زند. او یا بایست زادگاه خود را ترک می‌کرد یا پس از روی‌کارآمدن محمود از سرایش شاهنامه دست می‌کشید. اما این‌ها ممکن نبود؛ بنابراین او بر آن می‌شود تا شاهنامه را به نام محمود کند و او را با رساترین و بلندترین واژه‌ها می‌ستاید، تا به او بدبین نشوند و شاعری او را بازیچه نگیرند.

## درگذشت و آرامگاه

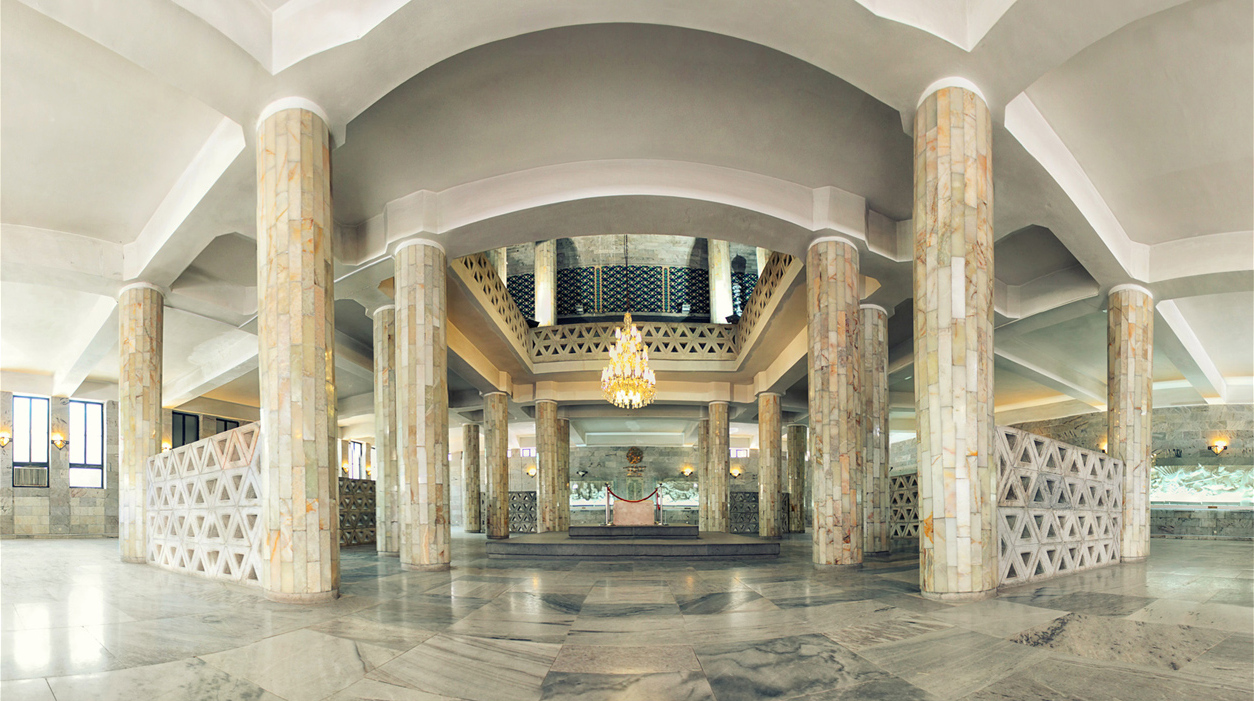
آرامگاه فردوسی در توس خراسان

سال مرگ فردوسی تا چهار سده پس از زمان او در منابع کهن نیامده است. نخستین نوشته‌ای که از زمان مرگ فردوسی یاد کرده «پیشگفتار شاهنامهٔ بایسنقری» است که سال ۴۱۶ ه‍.ق را آورده است. این دیباچه که امروزه بی‌پایه بودن نوشتارهای آن آشکار شده، از منبع دیگری یاد نکرده است. تذکره‌نویسانِ پسین، همین تاریخ را بازگو کرده‌اند. حمدالله مستوفی و فَصیحِ خوافی نیز همین رأی را دارند. بنا به‌گزارش نظامی عروضی، اگر داستان وزارت حسنک میکال به‌هنگام پشیمانی محمود از رفتارش با فردوسی و فرستادن پاداش درست باشد، سال ۴۱۶ ه‍.ق برای سال مرگ فردوسی درست‌تر پنداشته می‌شود. جدای از این‌ها تَذکِرةُالشُّعَرای دولتشاه — که آن هم بسیار بی‌پایه است — زمان مرگ او را در سال ۴۱۱ ه‍.ق آورده است. محمدامین ریاحی، با درنگریستن در گفته‌هایی که فردوسی از سن و ناتوانی خود یاد کرده است، این‌گونه نتیجه‌گیری کرده که فردوسی می‌بایست پس از سال ۴۰۵ ه‍.ق و پیش از سال ۴۱۱ ه‍.ق از جهان رفته‌باشد. اما همایون‌فرخ با درنظرگرفتن این‌که زایش فردوسی در سال ۳۱۳ ه‍.ق و عمر او ۷۲ یا ۷۳ بوده، سال مرگ او را ۳۸۵ یا ۳۸۶ ه‍.ق دانسته است.
چنان‌که مشهور است، واعظ شهر به‌دلیل شیعه بودن فردوسی، از خاکسپاری پیکر فردوسی در گورستانِ مسلمانان جلوگیری کرد و ناچار او را در باغِ خودش درون شهرِ تابَران توس، نزدیک به دروازهٔ شرقی رَزان به‌خاک سپردند. آرامگاه او زیارتگاه اهل دانش و معرفت بود و با آن‌که بارها آن را با خاک یکسان کردند، از نو ساخته می‌شد. خبری نه چندان درست ساختن اولین بنا بر گور فردوسی را به سپهدار توس در زمان فردوسی، یعنی ارسلان جاذب نسبت داده، که یاد او در دیباچهٔ شاهنامه آمده است. پس از آن عُبِیْدُالله خان اُزبَک (میان ۹۳۱ تا ۹۳۷ ه‍.ق) بنا به تعصبی که ضد شیعیان داشت، دستور ویرانی آرامگاه فردوسی را داد تا این‌که قاضی نورالله شوشتَری (وفات ۱۰۱۹ ه‍.ق) از آن دیدار کرد. در روزگار پادشاهان صفوی با توجه به آبادانی مشهد و پیرامون آن، آرامگاهِ خرابه دوباره ساخته‌شد. آرامگاه فردوسی بین سال‌های ۱۳۰۷ تا ۱۳۱۳ به فرمانِ رضاشاه بازسازی شد. این مقبره نخست توسط آندره گدار پایه‌ریزی شده و تا پله دوم نیز اجرا گردیده بود. طرحی که وی در نظر گرفته بود هرمی چون اهرام مصر بوده است. این طرح مورد قبول ذکاءالملک فروغی رئیس انجمن آثار ملی قرار نگرفت و قرار شد یک معمار ایرانی با طرحی ملی آن را تکمیل کند. حسین لرزادهمأمور طراحی و ساخت مقبره حکیم فردوسی شد و طی هجده ماه طرح را اجرا و کار را تا جشن هزاره فردوسی به اتمام رساند. از آنجا که فردوسی شاعری شیعه مذهب است، لرزاده در بالای قبر یک چهار کاسه به نشانه ارکان اربعه شیعه اجرا کرده بود که بعدها در تعمیرات بقعه این بخش از کار تخریب شد. در دهه ۳۰ شمسی هوشنگ سیحون این بنا را استحکام داد.

## جهان‌بینی فردوسی

### مذهب فردوسی

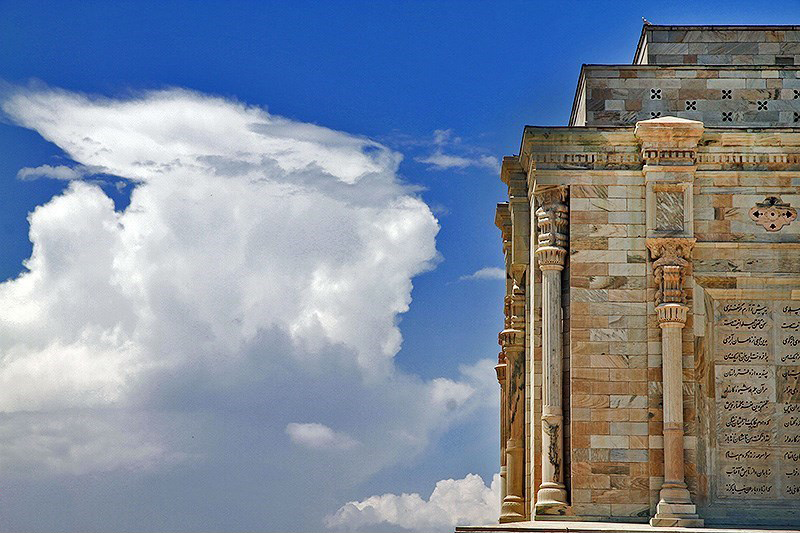
آرامگاه فردوسی در توس خراسان

برپایهٔ بیت‌هایی در خود شاهنامه و منابع نخستینی چون گزارش‌های نظامی عروضی و نصیرالدّین قزوینی، فردوسی یک مسلمانِ شیعه بود؛ اما برخی از پژوهشگران در سال‌های اخیر دربارهٔ کیش وی اظهار تردید کرده‌اند. برخی تنها او را شیعه نامیده‌اند؛ برخی دیگر همچون مَلِکُ الشُّعَرای بهار این پرسش را بیان کرده‌اند که آیا فردوسی شیعهٔ زِیْدی، اسماعیلی یا دوازده امامی بوده است. نلدکه بر این باور بود که فردوسی شیعه بود، ولی او را جزوِ غُلاتِ شیعه نمی‌دانست. شیرانی فردوسی را سنّی یا شیعهٔ زیدی می‌خواند، ولی شیرانی بیشتر دغدغهٔ پشتیبانی از سنی‌مذهب بودن سلطان محمود را دارد. محیط طباطبایی نیز فردوسی را شیعهٔ زیدی می‌دانست. عباس زریاب خویی بحث می‌کند که فردوسی شیعهٔ اسماعیلی است، درحالی‌که احمد مهدوی دامغانی بر این باور است که فردوسی شیعهٔ دوازده‌امامی است. تنها گواهی که برای سنّی یا زیدی‌مذهب بودن فردوسی آورده شده است همان بیت‌هایی است که در ستایش ابوبکر، عمر و عثمان در بخش آغازین شاهنامه آورده‌شده، ولی این بیت‌ها هم‌چنان‌که از سیاقِ آن‌ها برمی‌آید با متن همخوانی ندارند و افزودنی هستند. با کنار گذاردن این بیت‌ها، شکی باقی نمی‌ماند که فردوسی شیعه بوده است. افزون بر این، باید این مطلب را در نظر داشت که توس از دیرباز کانونِ تشیع بوده است و نیز خاندان ابومنصور محمد بن عبدالرزاق هم به‌ظاهر شیعه بوده‌اند.
فردوسی در مورد مذهبْ آسان‌گیر بود و کیشِ نیاکانِ خویش را پاس می‌داشت. افزون بر این، به‌نوشتهٔ نلدکه و خالقی مطلق، نشانه‌های ایمان اسلامیِ ژرف از خود اظهار نمی‌داشت. در واقع فردوسی در شاهنامه گهگاه لحظاتی را ثبت می‌کند، که حتی اگر هم برگرفته از منابع ایران باستان بوده‌اند، نمی‌بایست در نوشته‌های یک مسلمان پایبند بیایند. بااین‌حال فردوسی در مورد مذهب خود، تشیع، تعصب داشت و هم‌چنان‌که از دیباچهٔ شاهنامه برمی‌آید او کیش خود را اسلامِ راستین می‌دانست. یک توضیح این دوگانگی این است که در سده‌های نخستین اسلام در ایران، باور شیعی با مبارزه‌های میهنی در خراسان آمیخته شده‌بود. به‌گونه‌ای‌که خلفای بغداد و طرفداران‌شان در ایران هیچ‌گاه بین «مَجوس» (زرتشتیان)، «زِنْدیق» (مانَویان)، «قرمطی» (اسماعیلیان) و «رافضی» (شیعیان به‌طور کلی) فرقی نمی‌گذاشتند. فردوسی همان‌گونه که نلدکه بیان می‌دارد بالاتر از همهٔ این گفتگوها «یک یکتاپرست بود که پیوندش را با نیاکانش پابرجا نگاه داشته‌بود.» در برابر این دیدگاه، رسول جعفریان پیونددادن شعوبیه و تشیع، به‌ویژه غلات و اسماعیلیه را، به‌طور خاص از زمان سلجوقیان می‌داند و بر این باور است که برخی مانند خواجه نظام‌الملک در سیاست‌نامه می‌کوشند با پیونددهی شعوبیه با جنبش‌های ضداسلامیِ سده‌های دوم و سوم ه‍. ق، باطنیان را با زندیقان و در نهایت شعوبیه را با تشیع مرتبط سازند.
فردوسی به‌راستی خداپرست و یکتاپرست است و این باور بنیادین خود را دربارهٔ همهٔ پهلوانان خود، حتی دربارهٔ اسکندر که در کتاب او یک نفر تَرسا خوانده می‌شود، نیز شامل می‌دارد. درهرحال به‌هیچ‌روی نمی‌توان نشانه‌ای یافت که برپایهٔ آن بتوان فردوسی را متعصبِ مذهبی نامید. بااین‌حال، در برخی جاهای دیگر فردوسی به‌طور قطع و یقین خود را مسلمان قلمداد می‌کند. اما از سویی باید در نظر داشت که بدون چنین اقراری، او متهم به روی‌گرداندن از اسلام و در نتیجه محکوم به اعدام می‌شد. چنین به‌نظر می‌رسد که او نسبت به علی بن ابی‌طالب تمایل و دوستیِ شدیدی داشته؛ که با توجه به این‌که در زمان سلطان محمود تشیع متهم و مظنون بود، پس این‌گونه گفتار و رفتار فردوسی نیازمند علت‌های بیرونی مانند جلب توجه سلطان نبوده است. نلدکه این پرسش را بیان می‌کند که چگونه فردی مانند فردوسی که پرستش ایران باستان در جانش ریشه دوانده، دشمن عرب است و با نرمی دربارهٔ دیگر کیش‌ها داوری می‌کند و دست بالا نیمه‌مسلمانی بیش نیست، این‌گونه نسبت به داماد محمد، پیامبر اسلام، ابراز ارادت می‌کند؛ و ادامه می‌دهد که این‌گونه اندیشه در میان ایرانیانِ برجسته فراوان است. مانند بیرونی که با این‌که خود را ایرانی می‌داند و اعراب را دوست ندارد، اما تمایل به تشیع دارد. در توضیح این رویکرد، شاپور شهبازی می‌گوید برای بسیاری از ایرانیان که هنوز در اندیشهٔ روزگار پادشاهی باستان بودند و یادگارهای آن را گرامی می‌داشتند و خود را وارثِ آنان یا بزرگان آن دوران می‌دانستند، اندیشهٔ شیعی، به‌ویژه باور به میراثی‌بودن امامت جذاب بود. این ادعای وراثتِ پادشاهان یا بزرگان، به خاندان علی بن ابی‌طالب نیز گسترش یافت و امامان شیعه از طریق شهربانو، همسر حسین بن علی، وارث فَرّهٔ شاهان ایرانی دانسته شدند. این هماهنگی میان اندیشه‌های شیعی و احساسات میهنی به‌دست بزرگان توس و دیگر شهرها چنان بود که بسیاری از آنان به زرتشتی‌گری متهم شدند. از سوی دیگر، شهبازی و نیز عبدالحسین زرین‌کوب بر این باورند که آنچه در شاهنامه از دشمنی با عرب یا اسلام، طرفداری از زرتشتی‌گری یا حتی ضدایرانی بودن به‌چشم می‌آید، همه از منابع کار فردوسی سرچشمه می‌گیرد و از آن‌رو که فردوسی به‌شدت به منابع وفادار بوده، نمی‌توان قاطعانه اندیشه‌های موجود در شاهنامه را با باورهای فردوسی یکی دانست. افزون بر این‌که فردوسی خود هیچ‌گاه از اسلام بدگویی نمی‌کند و در مقامِ بیانِ باورهای خویش، از پیامبر اسلام و خاندان او با احترام فراوان یاد می‌کند.

### حکمت و اندیشهٔ فردوسی
آنچه که فردوسی به آن می‌پرداخت، جدای از جنبهٔ شعری، دانشوَرانه نیز بود. او افسانه ننوشت. فردوسی با ریزبینی منابع خود را — که بیشتر آن، شاهنامهٔ ابومنصوری بود — بررسی می‌کرد. هرچند از منابع دیگر هم در این کار بهره گرفت. او توانست از میان انبوه دانسته‌هایی که در دسترس داشت، مطالبی را گزیده و گردآوری کند که در یاد ایرانیان، ترکان و هندیان زنده بماند. درون‌مایه‌های گونه‌گون شاهنامه بی‌واسطه از ادب اخلاقی پارسی میانه گرفته شده‌اند. آرمان و باور شاهنامه که در سراسر آن به گونه‌ای یکدست به‌چشم می‌خورد، از ایران روزگار ساسانی آمده است. آن هنگامی که درستی و راستی پادشاهان، فرمانبرداری مردم از آنان و ستیز جاودان میان نیکی و بدی — که در جنگ‌های ایران و توران بازتاب یافته‌بود — اندیشه‌ای همگانی بود. شاهنامه گزیدهٔ همهٔ میراث ایران باستان است که در سدهٔ چهارم ه‍. ق، به‌ویژه میان دهقانان آن روزگار زنده بود. آنان شاهنامه را چون داستانی ساده نمی‌نگریستند. به‌چشمِ آنان شاهنامه سرچشمهٔ گذشتهٔ آنان و نگاهبان آگاهی ملی‌شان بود.
به‌نوشتهٔ خالقی مطلق، فردوسی به‌سبب منش دهقانی، با فرهنگ و آیین‌های باستانی ایران آشنایی داشت و پس از آن نیز بر دامنهٔ این آگاهی‌ها افزود به‌گونه‌ای‌که این دانسته‌ها، جهان‌بینیِ شعری او را بنیان ریخت. از راه نمونه، می‌توان آیین باده‌گساری را نام برد. فردوسی بر بنیاد باورهای کهن ایرانی، مِی را نشان‌دهندهٔ واقعیتِ ذات و گوهرِ آدمی می‌دانست که انسان باید در گاهِ شادمانیْ شراب بنوشد، اما شادی و مستی آن است که از راه باده‌خواری به‌دست آید نه از مستی. او اعرابی را که با آیینِ می‌گساری بیگانه‌اند نکوهش می‌کند.
خالقی مطلق می‌گوید فردوسی با فیلسوفان و آن‌هایی که در پیِ اثبات وجود خدا بودند مخالف بود. او باور داشت، خدا را با خِرَد، دل یا دلیل نمی‌توان یافت. بلکه به باور او وجود، یکتایی، و قدرت خدا، همگی با صِرفِ وجود آفرینش به‌خودی‌خود تقریر می‌شوند. به‌همین دلیل او خدا را در حالی می‌پرستید که دربارهٔ چرایی و چگونگی ایمان خاموش بود. برپایهٔ باورهای او، همه چیز از خوب و بد تنها به‌ارادهٔ خدا برای انسان‌ها رخ می‌دهند. این باور بی‌چون‌وچرا به یگانگی و قدرت خدا گاهی در شاهنامه در رویارویی با سرنوشت‌باوری — که به‌گمان از پیامدهای آیین زُرْوانی در روزگار ساسانی است — آشفته می‌گردید و دچار دوگانه‌گویی می‌شد. فردوسی در منظومهٔ خویش هر جا که توانست از بزرگ‌داشت خِرَد و دانش دریغ نکرده و از آن به‌نیکی نام برده و آن را مایهٔ رستگاری دانسته و از هرچه ایزدداده بهتر و برتر شمرده است. فردوسی در ستایش خرد به‌پیروی از باور حکیمان آن را نخستین آفریدگان پنداشته است. او سرودهٔ خود را با ذکر خرد که آن را حد برتر آفرینش دانسته، آغاز کرده:
| به نام خداوند جان و خرد |  | کزین برتر اندیشه برنگذرد |

به‌نوشتهٔ خالقی مطلق، فردوسی خرد را سرچشمه و سرمایهٔ تمام خوبی‌ها می‌داند. به‌باور وی حتی زندگی یا ناراحتی آن، غم‌ها و شادی‌ها، همه بر اثر بود و نبودِ خرد است و شخص خردمند چون برنامهٔ زندگی بسیار مرتب و منظم دارد همیشه در حال پیشروی است و به‌آرامی به اوج انسانیت که هدف نهایی آدمی است می‌رسد. او بر این باور است که آدمی با خرد، نیک و بد را از یکدیگر بازمی‌شناسد و از این راه به نیک‌بختیِ این جهان و رستگاریِ آن جهان می‌رسد:
| خرد رهنمای و خرد دلگشای     |  | خرد دست گیرد بهر دو سرای   |
| ازو شادمانی و زویت غمیست    |  | وُ زویت فزونی و هم زو کمیست |
| خرد تیره و مرد روشن روان    |  | نباشد همی شادمان یکزمان    |
| چه گفت آن سَخُنگوی مرد از خرد |  | که دانا ز گفتار او بَرخورد: |
| کسی کو خرد را ندارد به پیش  |  | دلش گردد از کردهٔ خویش ریش  |
| هُشیوار دیوانه خواند وُرا     |  | همان خویش بیگانه داند وُرا  |
| ازویی بهر دو سرای ارجمند    |  | گسسته خرد پای دارد به بند  |

به‌نوشتهٔ خالقی مطلق، فردوسی در شاهنامه در برابر پُرخرد و کم‌خرد، از بی‌خرد و کم‌خرد نام می‌برد. به آن معنا که همهٔ آدمیان از خردِ غریزی به یک اندازه بهره دارند. اما به خرد تجربی جز با به‌کاربستن خرد غریزی نمی‌توان دست یافت؛ و هرچه آدمی خردوَرزی کند، پُرخردتر گردد، وگرنه کم‌خرد و بی‌خرد شود. از سویی، پُراندیشی همیشه نیک نیست. چراکه خرد می‌تواند هم در راه نیک باشد و هم بد. چنان‌که اهریمن نه بی‌خرد، که بدخرد است. بی‌خرد نادان است و اگر اهریمن نادان بود، مورد توجه ایزد نبود. اما بدخرد، بداندیش است. اهریمن و مردمان بد بی‌خرد نیستند، آنان خردِ گمراه و ویرانگر دارند. در شاهنامه آدمی هدفِ بنیادین از آفرینش است و همهٔ آفریدگان از خِرَد تا جانداران برای انسان بوده است. آدمی تنها آفریده‌ای است که به نیروی جداکردن نیک و بد که همان خرد باشد، آراسته است و ازهمین‌رو تنها اوست که پاسخگوی کارهای خویش است و از او بازخواست می‌شود.
| نخستین نشان خرد آن بوَد   |  | که از بد همه ساله ترسان بود! |
| بداند تن خویش را در نهان |  | به چشم خرد جستِ راز جهان!     |
| خرد افسر شهریاران بود    |  | همان زیور نامداران بود!      |
| بداند بد و نیک مرد خرد   |  | بکوشد ز داد و بپیچد ز بد!    |

در «پیشگفتار بایسنقری» نام فردوسی با «حکیم» همراه است. افزون بر آن‌که گاهی فیلسوف را حکیم می‌گفتند، در فرهنگ مردمی، انسانِ بادانش و اندیشمند را می‌گفتند که دور از خواهش‌ها و هوس‌ها اندیشه کند و به چشمی جز چشمِ سر به جهان بنگرد؛ بنابراین فردوسی را حکیم گفتند چون او نمود این‌چنین انسانی بود. او افزون بر دانش‌های روزگار و خوانده‌های بسیار، مردی ژرف‌نگر، آزاداندیش، تیزبین و نکته‌سنج در رویدادهای گذشته و حال بود.
به‌باور جلال خالقی مطلق، شاهنامه بزرگ‌ترین منبع فرهنگِ ساسانی است که در فرهنگ شاعر نیز اثرگذار بوده است. ازهمین‌رو فردوسی را حکیم می‌نامند. حکمت او از سرچشمه‌ای فلسفی نبوده، حکمت او حکمتِ عملی و اخلاقی است. آن‌چنان‌که بررسی اخلاق در شاهنامه خود کتابی سِتُرگ می‌شود. ازاین‌رو خالقی مطلق شاهنامه را حماسه‌ای معنوی می‌نامد. او شاهنامه را فلسفهٔ زندگی از دیدگاه فردوسی بیان می‌کند و آن را سراسر سرودِ مهرِ ایران می‌داند. او می‌گوید سراسر شاهنامه سرشار از پند و اندرز به فرمانروایان است؛ و اندرزِ خسروپرویز به پسرش شیرویه را شایستهٔ آب زر و آویختن پیش چشم سردمداران می‌داند:
| که ایران چو باغیست خرّم‌بهار    |  | شکفته همیشه گلِ کامگار،             |
| پر از نرگس و نار و سیب و بهی؛ |  | چو پالیز گردد ز مردم تهی،          |
| سپرغم یکایک ز بُن برکنند       |  | همه شاخ نار و بهی بشکنند!          |
| سپاه و سِلیحست دیوار اوی       |  | به پَرچینش‌بر نیزه‌ها خار اوی!        |
| اگر بفگنی خیره دیوار باغ      |  | چه باغ و چه دشت و چه دریا، چه راغ! |
| نگر تا تو دیوار او نفگنی      |  | دل و پشت ایرانیان نشکنی!           |
| کزان پس بود غارت و تاختن      |  | خروش سواران و کین آختن!            |
| زن و کودک و بوم ایرانیان      |  | به اندیشهٔ بد منه در میان!          |
| چو سالی چُنین بر توبر بگذرد    |  | خردمند خواند ترا بی‌خرد!            |

فردوسی این نمودهای اخلاقی را سرچشمه‌های خرد می‌داند و بنیاد آن به‌شمار می‌آورد: دوری جستن از کردارهای ناشایست، پرهیز از شتاب، بردباری، نرمی، پرهیز از خودپسندی و غرور، شناخت ارزش و جایگاه دیگران، چشم نداشتن به زرق و برق زندگی، سخن به هنگام گفتن، با دوستان دانا نشستن و نادانان را به خرد رهنمون کردن، فرمان‌برداری از خداوند و ده‌ها موضوع دیگر. خرد یک نیروی درونی و معنوی است و قدرت خدایی است که می‌تواند دارنده‌اش را به برترین جایگاه‌های انسانیت برساند و افزون بر این‌که وجه تمایز انسان و حیوان است با ارزش‌ترین چیزی است که بود و نبودِ راستین انسان به آن وابسته است.
نکتهٔ درخور توجه این است که با این‌که کتابش پر از کارهای شگفت‌انگیز و پر از سِحْر و جادو است، باز نسبت به امور خردورزانه شیفتگی ابراز می‌دارد. او توجه ویژه‌ای به اهمیت خرد دارد. خرد در بیت نخست شاهنامه چون دَهِشِ پُربَهای خداوند نمود کرده و بخش دوم دیباچهٔ شاهنامه ویژهٔ آن است.
فردوسی در سخن امانت‌دار است و حق‌شناس. او در گفتار بی‌پرده است که نمونه‌اش در انتقاد از شعر دقیقی و فراخواندن پادشاهان به دادگستری است. باور به ماندگاری نام نیک، انصاف در برابر دشمن، ستایش کوشش و دانش، مهر به همسر و فرزند، ستایش درنگ در کارها، نکوهش تنبلی و آز و دروغ و رَشک و باور به ناپایداری جهان از دیگر ویژگی‌هایی است که در سراسر شاهنامه به‌چشم می‌خورد؛ و سرانجام این‌که او خودآگاه است، خودآگاه دربارهٔ درستی باورها و گفته‌های خویش و خودآگاه دربارهٔ جاودانی آفریدهٔ خود.
فردوسی در شمار آن شاعرانِ نه‌چندان پرشمار در زبان پارسی است که نجابتِ گفتار و پاکیِ سخنِ او آلوده نشده و حتی واژه‌ای که زننده و ناسزا باشد از او سر نزده است. آن‌جا هم که او ناگزیر از به‌نظم‌کشیدن سخنِ خشمگینانهٔ قهرمانانِ داستان‌هایش بوده و دشنامی از زبان آن‌ها بر قلم آورده، هرگز از اندازهٔ متعارف‌ترین واژه‌هایی از این دست فراتر نرفته است. ناسزاهایی که فردوسی به‌خاطر رعایت امانت ناگزیر از بیان آن‌ها بوده، هیچ‌یک از مرز پاکی بیرون نیست و این موضوع هنگامی‌که به دیوانِ دیگر شاعران نگریسته می‌شود بهتر دریافت می‌گردد. همین عفّتِ کلام و نجابتِ بیان، او را به ساخت مضمون‌های تازه‌ای راه‌بری کرده است که در اوجِ نازک‌خیالی و آفرینندگی هستند.

## اثرپذیری فردوسی از دیگران

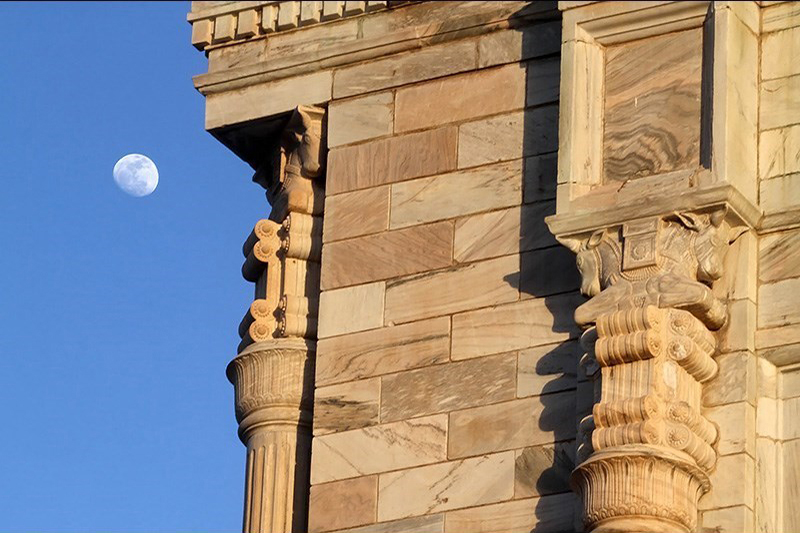
آرامگاه فردوسی در توس خراسان

محمدعلی اسلامی نُدوشَن باور دارد که سه حماسهٔ ایلیاد و اُدیسه هومر، مَهاباراتا و رامایانای هندوها و شاهنامهٔ فردوسی سرچشمهٔ آریایی دارند و شباهت‌های میان آن‌ها ازهمین‌روست. به‌باور اسلامی ندوشن، با وجود شباهت‌ها میان اثر شاهنامه و ایلیاد و ادیسه، فردوسی از هومر تأثیر نپذیرفته، چراکه با توجه به شرایطِ روزگارِ فردوسی و محیط فرهنگیِ ایران در آن هنگام، فردوسی نمی‌توانسته از کار هومر آگاهی داشته‌باشد.

### آیین‌های مزدیسنا، زروانی و مهرپرستی
بی‌گمان فردوسی در شاهنامه از آیین زروانی بهره برده است. زُروان در شاهنامه جایگاه ویژه‌ای دارد. فردوسی به‌خوبی رویاروییِ زادگانِ زروان، هُرمَزد و اهریمن را نشان می‌دهد و این رویارویی در جای‌جای شاهنامه و به چهره‌های گونه‌گون رخ می‌نماید. داستان زروان و شاهنامه هردو روایتگرِ کوشش‌های ملتی است که برای پاسداری از خویش در برابر دشمنان ایستادگی کرده است؛ و فردوسی این اندیشه را در داستان‌های جنگ‌های ایران و توران و پهلوانان و دیوسیرتان نمود داده است. در اسطورهٔ زروان، هرمزد موردِ یورشِ همزادِ خویش، اهریمن قرار می‌گیرد و در شاهنامه نیز از کهن‌ترین دشمنِ ایرانیان، دیو یاد شده است. در داستان‌های کیومَرث، سیامک، تَهمورِث، هوشنگ و جمشید، دیوان نقشی بنیادین دارند.
از دیگرسوی، سجاد آیدنلو بهرهٔ فردوسی از باورهای مزدیسنایی و مِهری را بیشتر از بهرهٔ او از دیگر آیین‌های ایران باستان می‌داند. از راه نمونه، او سپیدمویی زال و بیزاری سام از او را نه بازگوکنندهٔ داستانِ زایشِ اهریمن از زروان، بلکه بیان‌کنندهٔ باور مزدیسنایی در این‌باره می‌داند که نقصانِ آفرینش را نشانه‌ای اهریمنی می‌پندارد. مانند آنچه در داستان پیوند جمشید و خواهرش، جَمْگ، با دیوان و زایشِ جانوران از آنان است. از سوی دیگر سام با پری‌دُخت، دختر فَغْفور چین که از نژاد پریان است، پیوند می‌بندد و این، دلیلِ نقص آفرینش زال است.
اما نشانه‌های آیین مزدیسنا در شاهنامه بیش از این‌هاست. یادکردِ زَند و اوستا پیش از ظهور زرتشت، سه نیکِ مزدیسنایی، پیدایش گروه‌های چهارگانه، ستایش آتش، اصطلاح «مورِ دانه‌کش» و دربارهٔ اسب سخن گفتن از دیگر نشانه‌هایی است که به‌باور محمد معین رنگ مزدیسنایی دارند.
آیدنلو در پاسخ هوشنگ دولت‌آبادی که کیشِ شاهان شاهنامه را تا پیش از پادشاهی گُشْتاسْپ، زروانی می‌داند، می‌گوید که نشانه‌های زرتشتی و مهری بودن در ایران پیش از زرتشت استوارتر است. از راه نمونه، او دربارهٔ کیش رستم بر این باور است که با نگرش به شاهنامه، در رأی نخستْ زرتشتی بودن او و در رأی دومْ مهری بودن او پذیرفته‌تر است و البته با نگرش به نشانه‌های درونِ شاهنامه و بیرون از آن، مهری بودنِ او درست‌تر است و گرچه مهری بودن او قطعی نیست، اما در برابر زروانی بودن او برتری دارد.

### حکمت خسروانی
هانری کُوربَن می‌گوید سُهرِوَردی در حکمت اِشراق خود این آمادگی را دارد که نشانه‌های این حکمت را در قرآن و حتی شاهنامه بنمایاند. به‌گونه‌ای که شاهنامه در وجودِ عارف جلوه کند و تاریخِ نَفْس و عالم نفس را در شاهنامه بیابد؛ و این‌گونه حماسهٔ قهرمانی پیوندی مستقیم با حماسهٔ عرفانی پیدا می‌کند.
به‌باور فرزاد قائمی، نظام معرفتیِ حکمت خُسرُوانی، برپایهٔ صدورِ کثرت از وحدت بوده است. به این مفهوم که برای هر موجود مادی، پیش‌نمونه‌ای فرامادی و مِثالی در نظر دارد. ازهمین‌رو، اهورامزدا در مقام خدا و بزرگ‌دارندهٔ جان و خرد، گوهر آغازین نفس و عقل در هستی است؛ و فردوسی این توصیف را در نخستین مصراع شاهنامه بیان می‌دارد. هرچند که با نگرش به دانسته‌های کنونی، نمی‌توان دانست که این تعبیر، برای بار نخست در اندیشه‌های یونانی پدید آمده یا در منابعِ اثرگرفته از آیین زرتشت آمده است.
الیاس نورایی می‌گوید نور از موضوع‌های مهمِ حکمت خسروانی است که در شاهنامه و حکمت اشراق سهروردی نیز دیده می‌شود. او پیام فردوسی را پیام خِرَدِ مینُوی و نور می‌داند که سهروردی هم آن را به زبان عارفانه بیان کرده است؛ و ادامه می‌دهد مسئلهٔ فَرّهٔ ایزدی یا خْوَرنَه اوستایی که از بنیادهای اندیشهٔ سهروردی است، به نور بازمی‌گردد که فردوسی نیز آن را بنیادِ رواداری و مشروعیتِ فرمانرواییِ پادشاهان شاهنامه مانند کیخسرو می‌داند.

### کتاب‌ها و منابع پارسی میانه
داستان‌ها و گزارش‌های حماسی ایران در چندین سده فراهم آمد. در روزگار پایانیِ ساسانی، مایه‌ها و عناصر اصلی حماسهٔ ایرانی گردآوری شد و به‌گونهٔ سالنامه‌ای و به پارسی میانه با نام خَوتایْ نامَگ یا «کتاب شاهان» تدوین شد. این کتابْ گزارشِ دانشورانه‌ای بوده و به‌ظاهر واپسین ویرایش آن در روزگارِ یزدگرد سوم انجام شده، اما چندین سده است که از بین رفته است. گذشته از خدای‌نامه، گزارش‌های فراوان و پراکندهٔ دیگری هم بوده است. اما از این گزارش‌ها تنها یک سروده به‌نام «یادگارِ زَریران» به‌جای مانده است. با گسترش پارسی نوین، این گزارش‌ها باید بازآفرینی می‌شدند و سامانیان دوستدار این رویداد بودند. در این میان، چندین شاهنامهٔ منثور و منظوم نوشته شد. زبان شعر حماسی تفاوتی آشکار با زبان شعر غِنایی داشت و آن، بهره‌بردن بسیار اندک‌تری از واژگان عربی و بهرهٔ بیشتری از واژگان کهن ایرانی بود که به‌گمان دیگر در آن روزگار کاربردی نداشت. این ویژگی در آثار منثورِ حماسیِ این دوره هم دیده می‌شود؛ و ازهمین‌رو، به‌گمان این ویژگی از آثار پارسی میانه یا سنتِ شفاهیِ مردمی سرچشمه گرفته است. لازار می‌گوید که منبع بنیادینِ فردوسی برای سرایش شاهنامه، شاهنامهٔ ابومنصوری بوده که آن را انجمنی برآمده از چهار زرتشتی — که به‌ظاهر افزون بر خوتای نامگ از منابع دیگر هم بهره برده‌بودند — گردآوری کرد. خالقی مطلق، شاپور شهبازی و دبیرسیاقی هم دیدگاهی نزدیک به همین نظر را دارند.

### شعوبیه
شُعوبیّه جنبشی بود که در سدهٔ دوم و سوم ه‍.ق مَوالیِ عجم و بیشتر ایرانی در واکنش به برتری‌جویی نژادی عرب، به‌ویژه امویان شکل دادند. این گروه همهٔ اقوامِ جهان را یکسان می‌شمردند و ازهمین‌روی، «اهل تَسْویه» خوانده می‌شدند و تفاخُر و تعصبِ عرب را برخلاف آموزه‌های اسلام می‌شمردند. اندک‌اندک، مردمان ناراضی از عرب به آن‌ها پیوستند، به‌گونه‌ای‌که عرب را پست و خوار می‌شمردند و مدعی شدند که عرب نه فضیلت و برتری داشته و نه صنعت و هنر و دانش و حکمتی به جهان عرضه کرده است. قرآن و اسلام هم که عرب‌ها بدان سَروَری می‌کنند، از این تعصب عربی بیزار است و اختصاصی به آن‌ها ندارد. شعوبیه از اواخر روزگار اموی پدید آمدند و از ادبیات فارسی میانه در برتری‌جویی بر عرب بهره گرفتند و با این انگیزه، آن آثار را به عربی برگرداندند. عبدالحسین زرین‌کوب همگرایی بین شعوبیه با شیعه و خوارج در مبارزه علیه امویان را ناشی از سیاست‌های امویان در ایجاد یک «دولت عربی محض» و خشونت و نفرت آن‌ها ضد موالی می‌داند. اما، این جنبش در زمان عباسیان توسعه یافت، و زرین‌کوب علتش را آن می‌داند که عباسیان تعصب عربی نشان نمی‌دادند و بیشترْ خاستگاه‌شان خراسانی بود، به‌طوری‌که شعوبیه تا دچار زندقه نمی‌شدند می‌توانستند آزادانه بر عرب بتازند و آن را ریشخند کنند. فرقه‌های مسلمان اعم از شیعه، سنی و حتی خوارج در باور به برابری اقوام مسلمان با شعوبیه اشتراک داشتند. شعوبیه آثاری در فضایل و برتری‌های عجم و فرومایگیِ عرب نگاشتند که هرچند اثر زیادی از آن در دست نیست، در اَلْفِهرِست برشمرده شده‌اند.
فردوسی، همچون دقیقی، در یادکرد مفاخر ملی و میهنی دیدگاهی شعوبی داشت. به‌باور برخی پژوهشگران چون صفا، رافضی گفتن فردوسی، نتیجهٔ شعوبی بودن اوست. زرین‌کوب می‌گوید فردوسی دربارهٔ روایت حملهٔ اعراب به ایران و دیگر جنگ‌های ایران، متأثر از روایاتی است که به‌ظاهر موبدان پس از یزدگرد سوم بر خدای‌نامه‌ها افزوده‌اند و بدین‌ترتیب، روح شعوبی و بیگانه‌ستیزی در آن دمیده شده است، به‌گونه‌ای‌که هم فاتحان ایران را پست و حقیر نشان می‌دهد، و هم شکست سپاه ایران را به گردن تقدیر الهی می‌اندازد.

### سبک خراسانی، به‌ویژه رودکی و دقیقی
این دوران، مهم‌ترین روزگار حماسه‌سرایی در ایران است. مسعودی مروزی و دقیقی و فردوسی هرسه، سه اثر حماسی خود را در این دوره آفریدند که سبب رواج نظمِ داستان‌های منثور پهلوانی و ملی دیگر و سرایش داستان‌های حماسیِ دیگر در روزگار سلجوقی شد. غزلِ این روزگار، دنبالهٔ اواخر سدهٔ سوم و آغاز سدهٔ چهارم ه‍.ق است. سرایندگان غزل‌سرای نامی در آغاز این دوران رودکی و شهید بلخی هستند. دقیقی، فرّخی سیستانی و عنصری از دیگر غزل‌سرایان خوب این روزگار هستند. مدیحه‌سرایی، حکمت و وعظ، داستان‌سرایی و بیان حکایت و مثل نیز در شعر این دوران رواج داشته است.
به‌باور لازار فردوسی در هنر سخنوری آشکارا وامدار گذشتگان خویش و همهٔ آنانی است که در بیش از یک سده، زبان فارسی را گسترش دادند و ساختار آن را روشن کردند و رسانهٔ ادبی آن را به اوج رساندند و او توانست مطالب خود را چنین درخشان بپردازد. او می‌گوید اگر دیگران زبان و شعر پارسی را به بلوغ نمی‌رساندند، شاهنامه یارای پیدایش نداشت. این کتاب، آوردهٔ مجال و آرامشی بود که در آن، گذشته در یادها پابرجا بود و زبان ادبی نوین چنان بالندگی یافته‌بود که شاهکارهای ادبی بیافریند.
به‌گفتهٔ محمدجعفر یاحقی، سروده‌های پراکندهٔ شاعران بی‌دیوان یا سرایندگانی مانند ابوشکور بلخی، دقیقی و مسعودی که همگی در بَحرِ مُتَقارِب سروده شده‌اند، می‌توانسته پیشینه‌ای برای شاهنامه و شاهنامه‌سرایی بوده و فردوسی از همهٔ آنان بهره برده‌باشد. فردوسی نخستین بار در روزگار پادشاهی نوشین‌رَوان و در داستان آوردن کَلیله و دِمنه از هند و به پهلوی برگرداندن آن و رویدادهای پس از آن، از رودکی نام می‌برد و سرودهٔ او را می‌ستاید. و پس از آن دو بار دیگر در سرگذشت خسروپرویز بی‌آن‌که به کار رودکی دربارهٔ کلیله و دمنه اشاره کند، از این کتاب یاد می‌کند. این‌گونه یادکرد رودکی آن‌هم با آن برجستگی در شاهنامه، آن‌چنان‌که فردوسی سرگذشت روزگار ساسانیان را نگه‌دارد و داستان کلیله و دمنه در عهد اسلامی تا نظم آن به‌دست رودکی را بیان کند نشان از دوستداری ویژه‌ای نسبت به رودکی از سوی فردوسی است و بیانگر آن است که به‌گمان، کلیله و دمنهٔ سرودهٔ رودکی نزد فردوسی بوده و او از هنر رودکی در این کار بهره‌مند می‌شده است.
یاحقی بر این باور است که رودکی و فردوسی هردو زاییدهٔ روزگار خردورزی‌اند. خردورزی‌ای که در روزگار شاهان سامانی پدید آمد و با پشتیبانی از زبان پارسی، عصری درخشان را برای پرورش زبان و اندیشهٔ آریایی ساخت که رودکی و شهید بلخی و ابوشکور پروردهٔ آنند و زمینه برای اوج این خردورزی و دانش‌مداری در شاهنامهٔ فردوسی آماده شد. او می‌گوید گفتار فردوسی دربارهٔ فرهنگ و خرد و مرگ و دوستی اهل بیت پیامبر اسلام، یادآور سروده‌های رودکی است، هرچند که برداشت نزدیک این دو شاعر شاید به‌خاطر جهان‌شناسی‌ای باشد که در روزگار دو شاعر جریان داشته، اما این همانندی، نزدیکی این دو به یکدیگر را بیشتر کرده است.
بی‌گمان هدف فردوسی از یادکرد سرودهٔ دقیقی در شاهنامه، کاستن از رنج سرایش نبوده، او برای نگاه‌داری کار دقیقی دست به این کار زد. فردوسی در ماجرای خواب‌دیدن دقیقی می‌گوید که او از فردوسی خواسته تا بَخیلی نکند و سروده‌اش را در شاهنامه بیاورد. فردوسی چنین می‌کند و در پایان سخن هم، سرودهٔ دقیقی را در بوتهٔ سنجش می‌گذارد. او دقیقی را شاعری بزرگ در مدح می‌داند که در داستان‌سرایی استاد نیست. درحالی‌که برای نامهٔ خُسرُوان باید دارای طبعی چون آب روان بود؛ و می‌گوید چون دقیقی نخست به این کار دست زد، راهبر او در این کار بوده و ازهمین‌رو بر او آفرین می‌گوید.
با نگرش به سروده‌های به‌جامانده از دقیقی او شاعری توانمند و آگاه دانسته می‌شود که از ذوقی خوش و طبعی لطیف بهره‌مند بوده است و سرایندگان از او به استادی و بزرگی یاد کرده‌اند. تردیدی نیست که دقیقی در سرایش شاهنامه و نظم حماسه‌های ملی ایران پیشگام است و فردوسی از دید زمانی، پس از اوست. اما میان سروده‌های او و فردوسی تفاوت‌هایی است که شعر فردوسی را برتر و بهتر می‌نمایاند. برای سنجش میزان اثرگذاری دقیقی بر فردوسی بهتر است این تفاوت‌ها بررسی شود. یکی از این تفاوت‌ها، کُندشدن شتاب رویدادها و درنگ در پیشبرد آن‌هاست. این درنگ در شعر دقیقی از دو روست: نخست درنگی که از تکرار بیهودهٔ مطالب است و دیگری درنگی که بر اثر بیان برخی جزئیات است؛ و این درنگ شعر او را خشک نموده است. درحالی‌که فردوسی در شاهنامه از این‌گونه تکرار بیهوده پرهیز کرده است. در نگاهی کلی، اگر شاهنامه سرودهٔ دقیقی بود، حماسه‌ای پیشِ رو بود از دید حجم بسیار سنگین‌تر — کتابی در حدود هفتاد تا صدهزار بیت — اما از نگاه ادبی و حماسی کم‌ارزش‌تر.
با همهٔ کاستی‌هایی که در شعر دقیقی دیده می‌شود، نمی‌توان او را با حماسه بیگانه دانست. تا جایی‌که برخی توصیف‌ها در شعر او بسیار به سبک فردوسی نزدیک هستند و حتی می‌توان برخی را در شعر فردوسی با اندکی تفاوت جستجو کرد. اما این داوری که تا چه اندازه، دقیقی خودْ پدیدآورندهٔ این توصیف‌هاست و نزدیکی زبان او و فردوسی را باید دلیلی بر نفوذ او بر فردوسی دانست یا این‌که خودِ دقیقی هم وامدار آثار حماسی پیش از خود است، به‌خاطر در دسترس نبودن آثار حماسیِ پیشین بسیار دشوار است.

## اثرگذاری فردوسی بر ادبیات ایران و جهان
فردوسی در شاهنامه فرهنگ ایران پیش از اسلام را با فرهنگ ایران پس از اسلام پیوند داده که این همان ادامهٔ فرهنگی از حدود دو، سه‌هزار سال پیش تاکنون است و این پیوند وامدار فردوسی است. در نبود شاهنامه، ادبیات فارسی به‌سختی می‌توانست رشد یابد و در نبودِ فردوسی، کسانی چون خیام و مولوی و حافظ نیز نمی‌توانستند اندیشهٔ خویش را بپرورانند و چنین ببالند.
نزدیک به همهٔ آثار حماسی پس از فردوسی در ادب پارسی، زیر نفوذ شاهنامه هستند. شاید بتوان گمان کرد که حماسه‌سرایان سده‌های پنجم و ششم ه‍.ق زیر نفوذ آثار پیش از فردوسی نیز بوده‌اند. همان‌گونه‌که دربارهٔ فردوسی چنین پنداشته می‌شود. در انواع ادبی فارسی اثرگذاری‌های گونه‌گون شاهنامه را می‌توان دید. از راه نمونه، درظاهر سنایی نخستین کسی‌ست که در زمینهٔ گونهٔ عرفانی شعر غنایی، از قهرمانان و داستان‌های شاهنامه برای بیان مفاهیم حکمی و عرفانی بهره برده و پس از او این‌گونه بهره از شاهنامه در نظم و نثر گسترده شده است. همین‌گونه، در قلمرو دیگر این نوع ادبی، یعنی شعر عاشقانه هرچند پراکنده اما می‌توان نمونه‌هایی بیان کرد. از راه نمونه در شعر سعدی و قاآنی چنین بیت‌هایی به‌چشم می‌خورد. بسیاری از سرایندگان شعر غنایی فارسی نیز زیر نفوذ شاهنامه هستند. قَطرانِ تبریزی، ناصرخسرو، اَزرقی هِرَوی، مسعود سعد سلمان، عثمان مختاری غزنوی، سنایی غزنوی، اَنوَری، سوزنی سمرقندی، امیر مُعِزّی نیشابوری، خاقانی، مولوی، امامی هروی، سعدی، اوحدی مراغه‌ای، ابن یمین، عبید زاکانی، حافظ، جامی و بسیاری دیگر از شاهنامه بهره بردند. در بازگشت ادبی در کنار رویکرد به سبک شاعرانی چون سعدی و حافظ و توجه به شعر شاعرانی چون عنصری و فرخی و منوچهری، فردوسی و شاهنامهٔ او نیز بسیار مورد توجه قرار گرفت. نمونهٔ آن، شَهَنْشاه‌نامهٔ فتح‌علی صبا است که به تقلید از شاهنامه و دربارهٔ لشکرکشی‌های فتحعلی‌شاه سروده شده است. توجه به شاهنامه، هم‌زمان با ملی‌گرایی نوین پس از انقلاب مشروطه و برگزاری هزارهٔ فردوسی در سال ۱۳۱۳ و توجه خاورشناسان به شاهنامه فزونی یافت. نمایش‌نامه‌های بسیاری برپایهٔ داستان‌های شاهنامه نوشته شده‌اند. شاعرانی چون میرزاده عشقی، عارف قزوینی، محمدتقی بهار، محمدحسین شهریار، حسین مسرور و نوپردازانی مانند فریدون مشیری و مهدی اخوان ثالث و بسیاری دیگر در سروده‌های خویش از فردوسی و شاهنامه اثر گرفته‌اند.
افزون بر اثرگذاری فردوسی در ادب پارسی، برگردان‌ها، پژوهش‌ها و چاپ‌های فراوانی دربارهٔ فردوسی و شاهنامه در سراسر گیتی انجام شده است. برابر کتابشناسی فردوسی و شاهنامه گردآوریِ ایرج افشار — که نوشته‌ها دربارهٔ فردوسی و شاهنامه از آغاز تا سال ۱۳۸۵ را دربرمی‌گیرد — با به‌شمارآوردن سروده‌های منسوب به فردوسی مانند یوسف و زلیخا تا سال ۱۳۸۵، ۵۹۴۲ شماره نوشتار، گفتار، فصل، کتاب منفرد و مجموعهٔ مستقل، ترجمه و منقول‌ها، نسخه‌های دست‌نویس تاریخ‌دار و بی‌تاریخ و گزیده و منثور، چاپ‌های متن شاهنامه و خلاصه‌های آن، یک یا چند داستان از آن، آثاری که برپایهٔ شاهنامه گردآوری شده‌اند، نمایش‌نامه‌ها برپایهٔ آن و چاپ‌های یوسف و زلیخا در این سال‌ها به‌دست آمده است.

## دیدگاه مخالفان و موافقان و منتقدان دربارهٔ فردوسی و شاهنامه
دربارهٔ گسترهٔ نفوذ شاهنامه در دو سده پس از مرگ فردوسی، دیدگاه‌های متفاوتی بیان شده است. ریاحی بر این باور است که در همان سال‌های آغازین پس از مرگ فردوسی ناسازگاری با شاهنامه آغاز شد که از دید وی بیشتر به‌سبب سیاست‌های ایران‌ستیزانهٔ دربار عباسیان و مدارس نظامیّه پدید آمد. او می‌گوید نویسندگانی مانند عبدالجلیل رازی قزوینی، نویسندهٔ کتاب اَلنَّقض — که شیعه بوده است — شاهنامه را «ستایش گَبرَکان» دانسته‌اند و همچنین عطار نیشابوری خواندن آن را «بدعت و ضلالت». سرایندگان دیگری نیز از فرخی سیستانی و معزی نیشابوری گرفته تا انوری فردوسی را سرزنش کرده‌اند. ریاحی می‌گوید گمان می‌رود که اینان برای خشنودسازی سردمداران ایران‌ستیزی که از شاهنامهٔ فردوسی دلِ خوشی نداشته‌اند، شاهنامه را دروغ، پر از کاستی، یا بی‌ارزش دانسته‌اند. بنا بر باور ریاحی، تا دو سده پس از فردوسی، — با آن‌که در برخی گزارش‌ها و کتاب‌ها از او یاد شده — بااین‌همه، در کتاب‌های تاریخ و بزرگان ادب که به‌دستور فرمانروایان و بزرگانِ زمانه و همساز با پسندِ دیوانیان و اهلِ مدرسه گردآوری می‌شده است، نامی از فردوسی نیست، و ازهمین‌رو در کتاب‌هایی چون تاریخ یَمینی، زَیْنُالْاَخبار، تاریخ بیهقی، یتیمةُالدّهر و اَنسابِ سَمْعانی نامی و نشانه‌ای از بزرگ‌ترین شاعر آن روزگار و رویدادهای زندگی او نیست. او ادامه می‌دهد بااین‌حال، در سرزمین‌های دورتر از بغداد که خلافت عباسی بر آن‌ها چیرگی کمتری داشت، از شبه‌قارهٔ هند گرفته تا سیستان، آذربایجان، اَران، و آسیای صغیر، نویسندگان و شاعرانی از فردوسی یاد کرده‌اند یا او را ستوده‌اند. برای نمونه نظامی عروضی در میانه‌های سدهٔ ششم ه‍.ق نخستین زندگی‌نامه از فردوسی را در چهارمقاله نوشت. در نزدیکی سال ۶۲۰ ه‍.ق نیز بخشی از شاهنامه در شام به‌دست بُنداری اصفهانی به عربی برگردانده‌شد. یا سعدی به نیکی و بزرگی از فردوسی، یاد می‌کند و بارها از نام قهرمانان کتاب شاهنامه در آثار خود نام برده است و حتی بیتی از شاهنامه را در کتاب بوستان واژه‌به‌واژه آورده که در اصطلاح ادبی به این کار «تضمین» می‌گویند:
| چه خوش گفت فردوسی پاکزاد  |  | که رحمت بر آن تربت پاک باد      |
| میازار موری که دانه‌کش است |  | که جان دارد و جان شیرین خوش است |

در نقد این رویکرد، کِلود کائِن می‌گوید ملی‌گرایی نوین می‌کوشد تا عرب و ایرانی را دشمن یکدیگر معرفی کند. اما باید از زیاده‌روی ازهرسوی پرهیز کرد. حتی ادعای ابراز مخالفت ایرانیان در چارچوب پذیرشِ مذهب تشیع، درست نیست. چراکه تسنن، مذهبِ بیشترِ مردم در آن روزگار بوده است.
اما خالقی مطلق می‌گوید همهٔ نشانه‌ها بر تحریمِ شاهنامه در قلمرو غزنویان راهنمایی دارند، اما در بیرون از آن گستره، به‌شتاب نامدار گشت؛ و داستانی را بیان می‌کند که نظامی عروضی از امیر معزی آورده و او از امیر عبدالرّزّاق شنیده که وزیر محمود در راه بازگشت از هند، بیتی از شاهنامه خوانده و محمود از آن به شور آمده است. خالقی مطلق می‌گوید درصورت درستی این بیت، این کهن‌ترین یادکرد از شاهنامه است، اما گمان درستی این خبر چندان نیست، به‌ویژه این‌که در شاهنامه نشانه‌ای از این بیت نیست. سپس خالقی مطلق داستان رویارویی محمود و مَجدُالدُّولهٔ دِیلَمی در سال ۴۲۰ ه‍.ق و سرزنش‌شدن مجدالدوله از سوی محمود برای خواندن شاهنامه را از کتاب الکامل ابن اثیر می‌آورد و می‌گوید اگر این گزارش نیز درست باشد، باز روشن نیست به کدام شاهنامه اشاره دارد. اما نشان‌دهندهٔ آیین شاهنامه‌خوانی در میان فرمانروایان است که با دیگر نشانه‌ها درست پنداشته می‌شود. به گزارش اسدی توسی در دربار ابودُلَف شِیبانی در نخجوان، شاهنامه‌خوانی انجام می‌شد. همچنین سرایندهٔ علی‌نامه از شاهنامه نام برده است. نظامی عروضی از خواندن بیت‌های ستایش محمود در شاهنامه از سوی علاءالدین غوری هنگام فتح غزنه در سال ۵۴۵ ه‍.ق می‌گوید. خالقی مطلق می‌گوید بدون این گزارش‌ها و گزارش‌های دیگر، با نگرش به اشاره‌های سرایندگان به بیت‌های شاهنامه، می‌توان دریافت که شاهنامه در سدهٔ پنجم ه‍.ق به‌شتاب پس از سرایش در سراسر ایران نامور گشت و این نامداری از مرزهای ایران فراتر رفت. نمونهٔ آن، نوشتن یک رباعی و بیتی از شاهنامه از سوی بازرگانی ایرانی به درخواست راهبی بودایی ژاپنی و دیگر سخن ضیاءُالدّین بن اَثیر در کتابش دربارهٔ شاهنامه است که آن را رساترین اثر در زبان پارسی می‌داند.

### نقد فردوسی و شاهنامه
صلاح‌الدّین صَفَدی (وفات ۷۶۴ ه‍.ق) در کتاب نُصرَةُ الثّائِر عَلَی الْمَثَلِ السّائِر در پاسخ و ردّ سخنان ضیاءالدین بن اثیر دربارهٔ فردوسی و شاهنامه بر این باور است که ابن اثیر در کتاب خود به شعوبیان گرایش داشته است. او می‌گوید در میان عرب‌زبانان هم کسانی هستند که کتاب‌های سنگین و سترگی را به نظم درآورده‌باشند. او بر این باور است که جَیِّد شعر پارسی برابر با جیّد شعر عربی نیست. محمد شبانکاره‌ای در مَجمَعُالْاَنساب (۷۳۸ ه‍.ق) در بیان داستانی از محمود، فردوسی را «جامع علوم عقلی و نقلی» می‌داند اما از او بدگویی هم می‌کند و او را به‌خاطر شیعه بودن سرزنش می‌نماید و این را یکی از دو دلیلی برمی‌شمارد که سلطان محمود نسبت به فردوسی دیدگاهی خوش نداشت. آشوب هندی (وفات ۱۱۹۹ ه‍.ق) در مثنوی فتوحات شامِ خویش، و به‌خاطر قومیت‌گرایی به فردوسی و شاهنامه دشنام فراوان داده است.
به باور خالقی مطلق فردوسی و شاهنامه را دشمنانی نیز بوده است. او کنایه‌ها و نیش‌های سرایندگانِ درباریِ محمود یا کسانی چون امیر معزی را جدی نمی‌پندارد و آن را بیشتر برای خوشامد ستودگان و پرمایه شدن بخشش آنان می‌داند. خالقی مطلق دشمنان راستین فردوسی و شاهنامه را برخی از فقیهان چون مُذَکِّر کُرَّکانی یا دشمنان زبان پارسی مانند احمد بن حسن میمندی می‌شمارد؛ یا محمد شبانکاره‌ای — که شرحش رفت — یا سرایندگانی چون سرایندهٔ یوسف و زلیخا و ربیع سرایندهٔ علی‌نامه، که با آن‌که خود از شاهنامه بهره برده‌اند، به‌خاطر سرایش داستان‌های کهن ایرانی بر فردوسی خرده گرفته‌اند. اما خالقی مطلق زشت‌ترین این ستیزه‌ها را از سوی دو تن از شاعران می‌داند: نخست بدگویی‌های آشوب هندی و دیگری شاعری در روزگار کنونی. و سخن نویسندهٔ خُلاصَةُالْاَفکار در پاسخ آشوب هندی را برای هردو روا می‌داند: «جرأت قبیح و وقاحت صریح».
اما در میان خاورشناسان، ادوارد بِراوْن با فردوسی و شاهنامه میانهٔ خوبی نداشت. او می‌گوید در نامداری فردوسی و شاهنامهٔ او تردیدی نیست، اما بر این باور است که شاهنامه حتی یک لحظه توان برابری با مُعَلَّقاتِ عربی را ندارد. او شاهنامه را در برابر سروده‌های حِکْمی و غنایی فارسی، تهی از زیبایی و ذوق هنری می‌داند. براون می‌گوید شاهنامه دارای وزنی یکنواخت است. او تشبیه‌های شاهنامه را یکنواخت و یکسان می‌داند و بر این باور است که شاهنامه چنان‌که باید در ترجمه نمی‌گنجد و شکوه آن در ترجمه از بین می‌رود. او غرور ملی ایرانیان را نیرومندترین دلیل در دوست‌داشتن شاهنامه در میان ایرانیان می‌داند و سه دلیل را برای ستودن شاهنامه از سوی خاورشناسان بیان می‌کند: نخست از دیدگاه پژوهش‌های لغوی، دوم از دید ستایش آثار نژاد آریایی در برابر نژاد سامی از سوی روح هِلِنیستی، و سوم این‌که داستان‌های شاهنامه از دید دانش اساطیری و افسانه‌های ملی جالب‌توجه است.

## فردوسی‌پژوهی
جلال خالقی مطلق، بازنگرانه‌ترین ویرایش شاهنامه را همراه با پژوهش‌ها و یادداشت‌های فراوان پدیدآورده است و به‌گفتهٔ برخی بهترین ویرایش از شاهنامه است. شاهنامهٔ ویراستهٔ جلال خالقی مطلق در ۸ جلد زیر نظر احسان یارشاطر در نیویورک به‌چاپ رسیده است. در سده‌های نزدیک پژوهش‌های فراوانی دربارهٔ فردوسی و شاهنامه انجام گرفته است. سیدحسن تقی‌زاده، ملک‌الشعرا بهار، محمد قزوینی، مجتبی مینوی، محمدامین ریاحی، محمدعلی اسلامی ندوشن و شاهرخ مِسکوب از شناخته‌ترین پژوهشگران ایرانی دربارهٔ فردوسی و شاهنامه هستند.
همه ساله نشست‌های گوناگونی در زمینه فردوسی‌پژوهی و شاهنامه‌پژوهی در ایران و جهان برگزار شده و می‌شود. از آن دسته نشست فردوسی‌پژوهی در نمایشگاه بین‌المللی کتاب تهران با همکاری سرای اهل قلم و بنیاد فردوسی و برگزاری نشست عصری با فردوسی در ایتالیا را می‌توان نام برد.
برخی از کتاب‌هایی که در این زمینه چاپ شده‌اند عبارتند از: نامهٔ باستان (در ۹ جلد) نوشتهٔ جلال‌الدّین کَزّازی، تصحیح شاهنامه به‌کوشش جلال خالقی مطلق و با همکاری محمود امیدسالار و ابوالفضل خطیبی، تصحیح جلد هفتم نسخهٔ فلورانس شاهنامه به‌کوشش عزیزالله جُوِینی، ویرایش شاهنامه به‌کوشش فریدون جُنِیدی (دورهٔ پنج جلدی)، حماسه در رمز و راز ملی نوشته محمد مختاری، کتابشناسی فردوسی و شاهنامه؛ از آغاز نوشته‌های پژوهشی تا سال ۱۳۸۵ نوشته ایرج افشار.

## جایگاه جهانی فردوسی
نام و آوازهٔ فردوسی در همه جای جهان شناخته شده و ستوده شده است. شاهنامهٔ فردوسی به بسیاری از زبان‌های زنده جهان برگردانده شده است.

### تندیس‌های فردوسی
تندیس‌های زیادی از فردوسی ساخته شده که از میان آن‌ها می‌توان از تندیس فردوسی اثر ابوالحسن صِدّیقی در میدان فردوسی تهران نام برد که در پنجم مهرماه ۱۳۵۰ در تهران پرده‌برداری شد. تندیس‌های دیگری از همین هنرمند در کنار آرامگاه فردوسی در توس و در کنار میدان فردوسی رم ایتالیا جای دارد. تندیس‌های دیگر: تندیس فردوسی دانشگاه فردوسی مشهد، تندیس اهدایی از سوی پارسیان هند در دانشگاه تهران، تندیس رخش در سیستان و تندیس دوشنبه در تاجیکستان.

### بزرگ‌داشت و گرامی‌داشت فردوسی

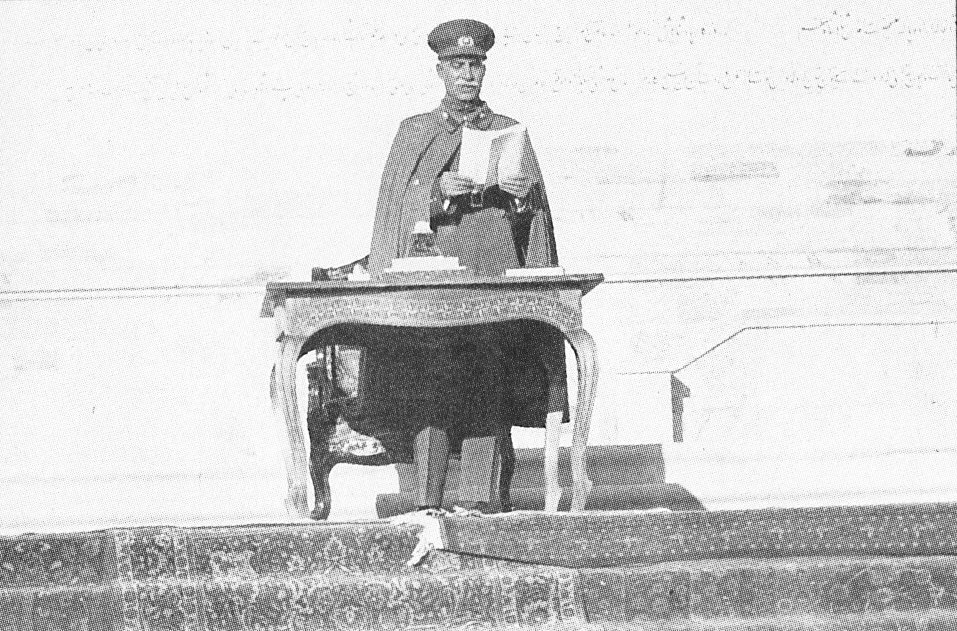
رضاشاه پهلوی در آئین گشایش آرامگاه فردوسی و اختتامیهٔ کنگره هزارهٔ فردوسی

هزارهٔ فردوسی یا جشن هزارهٔ فردوسی، مجموعهٔ آیین‌هایی بود که به‌مناسبت هزارمین سال زایش فردوسی در سال ۱۳۱۳ در تهران، توس و دیگر شهرهای ایران برگزار شد. در کنگرهٔ هزارهٔ فردوسی که نخستین گردهمایی بزرگ علمی در ایران بود، ۴۰ تن از ایران‌شناسان برجسته از ۱۷ کشور و ۴۰ تن از دانشمندان و ادیبان ایرانی شرکت داشتند. به‌مدت ۵ روز از ۱۲ تا ۱۶ مهر ۱۳۱۳ سخنرانی‌هایی در تالار دارالفنون در تهران ایراد شد و برخی از آن‌ها در کتاب هزارهٔ فردوسی به‌چاپ رسید. جشن هزارهٔ فردوسی به سال ۱۳۱۳ یکی از رویدادهای مهم فرهنگی سده، و مهم‌ترین کنگرهٔ علمی بود که در ایران معاصر برگزار شد.

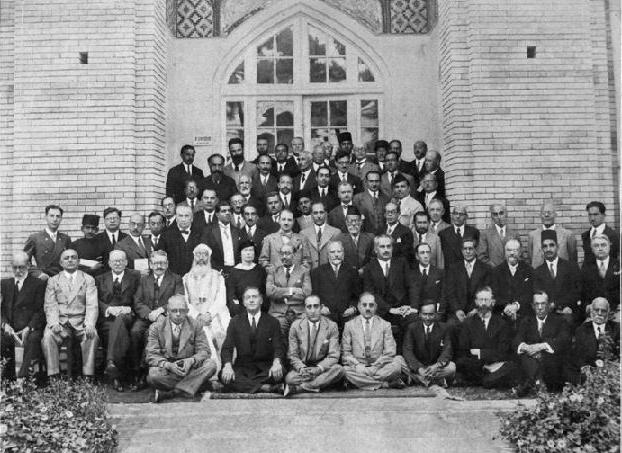
شرکت‌کنندگان در کنگرهٔ هزارهٔ فردوسی در مقابل تالار دارُالْفُنون، تهران

هم‌زمان با کنگرهٔ هزارهٔ فردوسی در بیشتر شهرهای ایران نیز مراسمی برگزار شد، و در آن‌ها سخنرانی‌هایی ایراد شد، و شعرهایی خوانده شد و نمایش‌هایی از داستان‌های شاهنامه اجرا گردید. در شهرهای گوناگون، خیابان‌ها و دبستان‌ها و دبیرستان‌هایی به نام فردوسی نام‌گذاری شد. پس از پایان کنگرهٔ هزارهٔ فردوسی، شرکت‌کنندگان کنگره به مشهد سفر کردند، و بنای آرامگاه فردوسی در توس که ساخت آن از هشت سال پیش از آن آغاز شده‌بود، با حضور رضاشاه افتتاح شد. در خارج از ایران نیز در پاریس، لندن، رم، مسکو، برلین و برخی از دیگر شهرهای اروپا و آسیا با تشکیل جلسه‌های سخنرانی مراسم بزرگ‌داشت فردوسی اجرا شد. برگزاری آیین‌های هزارهٔ فردوسی، سرآغاز تحقیقات گستردهٔ شاهنامه‌شناسی در ایران و جهان شد. افزون بر نوشتارهای روزنامه‌ها، در ایران دو دورهٔ متن شاهنامه به‌سرمایهٔ کتابفروشی‌های خاور و بِرُوخیم به‌چاپ رسید. مجلهٔ ادبی مهر شماره‌های مهر و آبان ۱۳۱۳ خود را یکجا به نام فردوسی‌نامهٔ مهر شامل نوشتارهایی دربارهٔ شاهنامه و فردوسی منتشر کرد. مجلهٔ باختر در اصفهان نیز شماره‌ای ویژهٔ فردوسی انتشار داد.
به‌پیشنهاد بنیاد شاهنامهٔ فردوسی بنا بود در سال ۱۳۵۹ آیین‌های جهانی هزارهٔ شاهنامه به‌مناسبت هزارمین سال آغاز سرایش آن برگزار شود که با چند سال تأخیر برگزار شد. در ایران روز ۲۵ اردیبهشت به نام روز بزرگ‌داشت فردوسی نام‌گذاری شده است. هر سال در این روز و در هفتهٔ پایانی اردیبهشت ماه، آیین‌های بزرگ‌داشت فردوسی و شاهنامه و سخنرانی پیرامون آن‌ها در دانشگاه‌ها و نهادهای پژوهشی در تهران، مشهد و برخی دیگر از شهرهای ایران و جهان برگزار می‌شود. از دیگر کارها، ضرب مدالِ فردوسی به‌مناسبت هزارهٔ فردوسی در سال ۱۳۱۳، چاپ تمبر در نخستین جشن توس در سال ۱۳۵۴ و طراحی قلمِ فردوسی هم‌زمان با هزارهٔ پایان سرایش شاهنامه در سال ۱۳۸۹ است.

## راه‌اندازی نهادهایی به نام فردوسی

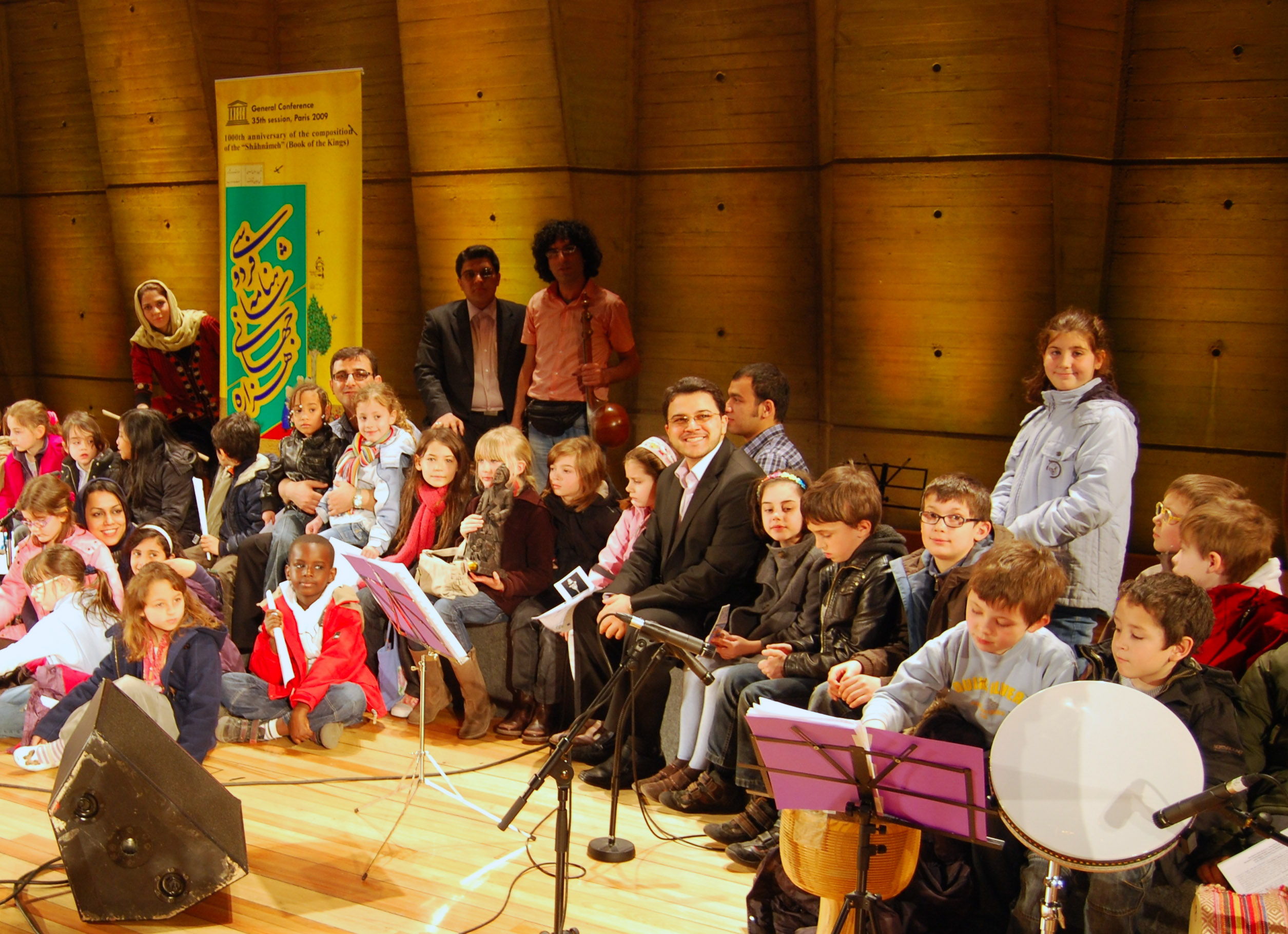
هزارهٔ جهانی شاهنامه در یونسکو - ۲۰۰۹

نخستین نهاد رسمی که در ایران برای پژوهش‌های مرتبط با شاهنامه‌پژوهی راه‌اندازی شد، بنیاد شاهنامهٔ فردوسی بود. این مؤسسهٔ پژوهشی، وابسته به وزارت فرهنگ و هنر در دوران محمدرضا پهلوی در سال ۱۳۵۰ راه‌اندازی شد. پس از انقلاب ایران، در سال ۱۳۵۷ بنیاد شاهنامهٔ فردوسی با یازده مؤسسهٔ فرهنگی دیگر در «مؤسسهٔ مطالعات و تحقیقات فرهنگی» وابسته به وزارت علوم و آموزش عالی ادغام شد که نام کنونی آن «پژوهشگاه علوم انسانی و مطالعات فرهنگی» شده است.
دیگر نهادی که در این زمینه مشغول به کار است، بنیاد فردوسی است. این بنیاد، یک سازمان مردم‌نهاد است که در تاریخ ۲۷ اسفند ۱۳۸۴ با مجوز رسمی سازمان میراث فرهنگی، صنایع دستی و گردشگری در ایران بنیان‌گذاری شده است. این بنیاد دارای دو دفتر در شهرهای تهران و مشهد است. از دستاوردهای این بنیاد، ثبت هزارهٔ پایان سرایش شاهنامه در فهرست مفاخر و رویدادهای علمی، فرهنگی و هنری سال ۲۰۱۱ – ۲۰۱۰ م سازمان یونسکو است. این رویداد نخستین ثبت برپایهٔ سال خورشیدی در سازمان یونسکو است. پیشنهاد بنیاد فردوسی برای ثبت رویداد هزارهٔ سرایش شاهنامه در سی و پنجمین کنفرانس عمومی یونسکو با اقبال ۱۹۲ کشور عضو این سازمان مواجه شد.
در پاییز سال ۱۳۸۹، در ادامهٔ گسترش مناسبات فرهنگی میان دو کشور ایران و آلبانی و برابر توافقنامهٔ همکاری انجام‌شده میان دو نهاد فرهنگی و آموزشی و برای ادای احترام به «هزاره شاهنامهٔ فردوسی» توسط یونسکو در سال ۲۰۱۰، «مؤسسهٔ مطالعات ایران‌شناسی و زبان فارسی» با نام مؤسسهٔ فردوسی در تیرانا و در سطح دانشگاهی آغاز به کار کرد.

## منبع‌شناسی

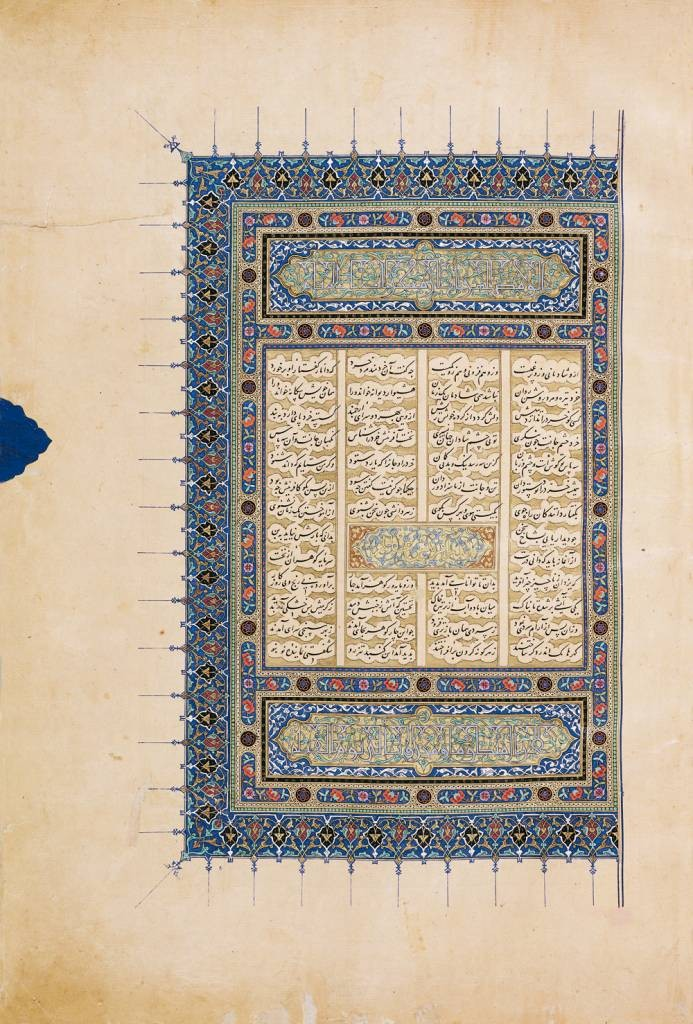
برگی از شاهنامهٔ بایسنقری

منابع دربارهٔ فردوسی و زندگی او را در چند دسته می‌توان بخش‌بندی کرد:

### پیشگفتارهای شاهنامه
نخستین گروه از منابع، مقدمه‌ها یا پیشگفتارهای نسخه‌های دست‌نویس شاهنامه است. در نگاهی کلی، تاکنون چهار پیشگفتار به‌دست آمده که در آغاز دست‌نویس‌های شاهنامه نسخه‌برداری یا چاپ شده است. این چهار پیشگفتار برپایهٔ تاریخ به این ترتیب‌اند:
پیشگفتار شاهنامهٔ ابومنصوری
کهن‌ترین این پیشگفتارهاست که به فرمان ابومنصور محمد بن عبدالرزاق و به‌دست ابومنصور مَعمَری وزیر او، به سال ۳۴۶ ه‍.ق گرد آمده است. هرچند تدوین این اثر پیش از سرایش شاهنامه است، اما پس از آن در آغاز دست‌نویس‌های کهن شاهنامه آورده شد. اهمیت این پیشگفتار در شناساندن منابع فردوسی برای سرایش شاهنامه و همچنین بی‌اعتبار کردن افسانه‌های پیشگفتارهای پسین است.
پیشگفتار دست‌نویس فلورانس
این دست‌نویس یکی از کهن‌ترین و معتبرترین دستنویس‌های به‌جای‌مانده از شاهنامه است و پیشگفتار آن، دومین از دیدگاه کهن‌بودن است. تاریخ نگارش دست‌نویس دویست سال پس از سرایش شاهنامه به سال ۶۱۴ ه‍.ق است. این دست‌نویس در کتابخانهٔ ملی فلورانس نگه‌داری می‌شود. این نسخه را در سال ۱۹۷۷، آنجِلُو پیِه‌مونْتْزه در طی فعالیت‌های پژوهشی و بایگانی کتاب‌های دست‌نویس زبان پارسی در کتابخانه‌های ایتالیا شناسایی کرد. این پیشگفتار افتادگی‌های بسیار دارد و آنچه بازمانده است کمتر از نیمِ متن کامل پیشگفتار است. متن کامل پیشگفتار در نسخه‌ای نگاشته‌شده در ۹۰۳ ه‍.ق در دسترس است که در موزهٔ طوپقای‌سرا در استانبول نگاه‌داری می‌شود.
سومین پیشگفتار کهن شاهنامه
محمد قزوینی این پیشگفتار را «مقدمهٔ اوسط» نامیده که پس از «پیشگفتار شاهنامهٔ ابومنصوری» و پیش از «پیشگفتار شاهنامهٔ بایسنقری» نوشته شده است. از این پیشگفتار تنها یک دست‌نویس در ایران هست که اصالت ویژه‌ای ندارد و درهم‌آمیختگی بی‌ساختاری از پیشگفتارهای پیشین و پسین در آن به چشم می‌خورد. اصالت‌نداشتن، برگرفته‌بودن بخش‌های گوناگون از پیشگفتارهای پیشین و دست‌بردن در آن‌ها و نادرستی‌های فراوان در این دست‌نویس، تعیین تاریخ دقیق نگارش آن را خدشه‌دار کرده است. اما با نگرش به زبان و شیوهٔ نگارش می‌توان گمان کرد که تازه‌تر از سدهٔ هشتم ه‍.ق نیست.
پیشگفتار شاهنامهٔ بایسنقری
آخرین، نامدارترین و مفصل‌ترین این پیشگفتارهاست که به فرمان بایسنقرمیرزا در ۸۲۹ ه‍.ق با بررسی دست‌نویس‌های شاهنامه نسخه‌ای ویرایش شده و این پیشگفتار را بر آن نهادند. در نگاهی کلی، این پیشگفتار دارای افسانه‌های فراوانی دربارهٔ فردوسی و شاهنامه است. در این پیشگفتار نیز، سه پیشگفتار پیشین، دیگر منابعی که برخی از آن‌ها از میان رفته و گفته‌های فردوسی در شاهنامه را گرد آورده و آن‌ها را به‌هم پیوند و چون داستان‌نویسی زبردست آن را پروبال داده‌اند. بیشتر مطالب کتاب‌های مُجمَل فصیحی، رُوضَةُالصَّفا، حَبیبُالسّیَر، بَدایِعُالْوَقایِع، مَجالِسُالْمُؤمِنین، عَرَفاتُالْعاشِقین، مَجمَعُالْفُصَحاء و دیگر تذکره‌ها از «پیشگفتار بایسنقری» گرفته شده است.

### کتاب‌های تاریخ
کتاب‌های تاریخ را نیز به دو گونه می‌توان دسته‌بندی کرد: نخست کتاب‌هایی دربارهٔ تاریخ سامانیان و غزنویان، و دوم کتاب‌هایی که دربارهٔ خود فردوسی و شاهنامه دانسته‌هایی را بیان می‌کند.

#### دربارهٔ تاریخ سامانیان و غزنویان
- تاریخ‌های عمومی

مُرُوجُالذَّهَب (بازنگری ۳۳۶ ه‍.ق) علی بن حسین مسعودی (وفات ۳۴۶ ه‍.ق) به‌گونه‌ای دانشنامه‌ای تاریخی دربارهٔ جغرافیا، تاریخ، فرهنگ، رویدادها، دودمان‌ها و گاه‌شماری است. گذشته از جنبهٔ ادبی، نگرشی ویژه به جنبه‌های فلسفی و اخلاقی تاریخ و دانسته‌های ارزشمندی از روزگار سامانی دارد. تاریخُ سَنی مُلوکُ الارضِ و الْاَنبیاء حمزه اصفهانی (وفات ۳۶۰ ه‍.ق) از آغاز فرمانروایی سامانیان تا روزگار عبدالملک یکم را دربرمی‌گیرد؛ اخبار حکمرانان خراسان و طبرستان را گزارش و تاریخ تطبیقی بسیار خوبی را میان ملت‌های گوناگون ارائه می‌کند. اَلتّاریخُ فی اخبارِ وُلاةِ خراسان ابوعلی سَلّامی (وفات ۳۵۰ ه‍.ق) یکی از تاریخ‌های بنامی است که در روزگار سامانی به عربی در خاور ایران نوشته شده، اما شوربختانه از میان رفته است. گَرْدیزی از این کتاب در زین‌الاخبار بهره برده است. به‌درستی روشن نیست این کتاب اثری جداگانه یا عنوانی دیگر برای آثار مشابه بوده است. تاریخ بلعمی ابوعلی بلعمی (وفات ۳۶۳ ه‍.ق) که خلاصه‌ای از تاریخ طبری است، از نظر ادبی و تاریخی ارزش بسیاری دارد. مَفاتیحُالْعُلوم (میان ۳۷۲ تا ۳۷۶ ه‍.ق) ابوعبدالله خوارزمی آگاهی‌های ارزشمندی دربارهٔ دیوان‌سالاری سامانی دارد؛ و نمونهٔ خوبی از روش‌مند و فلسفی بودن اندیشه‌ها دربارهٔ تاریخ است که در آن دوران رواج داشت. آثارُالْباقیه (۳۹۰ یا ۳۹۱ ه‍.ق) بیرونی (وفات پس از ۴۴۲ ه‍.ق) دانسته‌های مفیدی دربارهٔ اوضاع مذهبی روزگار سامانیان و غزنویان و تاریخ تطبیقی فرهنگی و دینی دارد. تَجارِبُالْاُمَم اِبنِ مِسْکَوَیْه (وفات ۴۲۱ ه‍.ق) در بیان مطالب از اسناد بایگانی دولتی نیز بهره برده است. برخلاف طبری که رویدادهای نزدیک به روزگار خویش را مختصر آورده، ابن مسکویه رخدادهای روزگار خود را مفصل‌تر گزارش می‌کند. ابن اثیر در الکامل این کتاب را بنیاد کار خود قرار داده، اما نادرستی‌های آن را هم ویرایش کرده است. زَیْنُالْاَخبار (۴۴۲ یا ۴۴۳ ه‍.ق) گردیزی آگاهی‌هایی از سامانیان تا روزگار مودود غزنوی دارد؛ و مانند آثارالباقیه سنجش تطبیقی خوبی میان گاه‌شماری‌ها و فرهنگ مردمان بیگانه و غیرمسلمان دارد. مُجَملُ التَّواریخ (پیرامون ۵۲۰ ه‍.ق) از نویسنده‌ای ناشناس دانسته‌های اندک اما سودمند دربارهٔ روزگار سامانی و غزنوی دارد. اَلْمُنتَظَمُ فی تاریخِ الْمُلوکِ والْاُمَم ابن جُوزی (وفات ۵۹۲ ه‍.ق) اطلاعات خوبی از آغاز تا سال ۵۷۴ ه‍.ق و همچنین دربارهٔ سامانیان و غزنویان دارد. این کتاب مطالبی دربارهٔ رویدادها و موضوعات گوناگون دارد که درصورت درستی این گزارش‌ها، برای بررسی اوضاع اجتماعی و فرهنگی آن روزگار بسیار سودمند است. اَخبارُ الدُّوَلُ الْمُنقَطِعَة ابن ظافِر اَزدی (وفات ۶۱۳ یا ۶۲۳ ه‍.ق) تاریخ جامعی از دودمان‌های فراوان اطراف جهان اسلام به‌دست می‌دهد و آگاهی‌های منحصربه‌فردی دربارهٔ ایران از دودمان‌های قفقازی تا سامانیان دارد. از اَلْکاملُ فِی التّاریخ (پایان‌یافته به رویدادهای سال ۶۲۸ ه‍.ق) ابن اثیر در تاریخ سامانیان بهره بسیاری برده شده است. این کتاب دارای گزارش‌هایی مفصل از روزگار سامانیان تا مرگ ابوعلی چَغانی است که به‌گمان بهره‌گرفته از کتاب التاریخ فی اخبار ولاة خراسان است. جَوامِعُ الْحِکایات (پیرامون ۶۳۰ ه‍.ق) محمد عوفی (پیرامون ۶۳۰ ه‍.ق) گذشته از جنبهٔ ادبی، اطلاعات خوبی دربارهٔ تاریخ سامانیان و غزنویان به‌دست می‌دهد؛ و آگاهی‌هایی هم دربارهٔ آموزش دیوان‌سالاری دارد.
- تاریخ‌های محلی

تاریخ بخارای نَرشَخی (وفات ۳۴۸ ه‍.ق) رویدادهای دوران سامانیان را از آغاز تا سال نگارش کتاب بیان می‌کند. این کتاب منبع ارزشمندی به‌ویژه برای نیمهٔ نخست فرمانروایی سامانیان است. تاریخ سیستان (پیرامون ۴۴۵ ه‍.ق) از نویسنده یا نویسندگانی ناشناس دانسته‌های بسیار مهمی از روابط سامانیان و صفّاریان به‌دست می‌دهد. تاریخ طبرستان (۶۱۳ ه‍.ق) ابن اسفندیار (وفات پس از ۶۱۳ ه‍.ق) از نظر بیان رویدادهای باوندیان که هم‌روزگار با سامانیان بودند، بسیار باارزش است. از دیگر ویژگی‌های منحصربه‌فرد این کتاب، به‌دست‌آوردن ترجمهٔ عربی ابن مقفع از «نامهٔ تَنسَر» و برگردان آن به فارسی و جای‌دادن آن در مدخل کتاب است که این اثر ارزشمند ادب پهلوی را از گزند نابودی رهانید.
- تاریخ‌های دیوانی

تاریخ یمینی ابونصر محمد عُتْبی (وفات میان ۴۱۳ تا ۴۳۱ ه‍.ق) از مهم‌ترین کتاب‌ها دربارهٔ تاریخ روزگار غزنوی است؛ و تاریخ‌دانان پسین مانند ابن اثیر در الکامل از آن بسیار بهره برده‌اند. عتبی از دیوانیان دربار غزنوی بوده، اما در نگارش کتاب بی‌طرفی را رعایت کرده است. تاریخ بیهقی ابوالفضل بیهقی (وفات پیرامون ۴۷۰ ه‍.ق) دانسته‌های خوبی دربارهٔ روزگار سامانی و غزنوی دارد. بیهقی سرپرست دبیران غزنوی بود و در جایگاه عضوی برجسته در دیوان‌سالاری غزنوی، به اطلاعات ارزشمندی دسترسی داشت. او تأکید می‌کند که همه چیز را گزارش کرده و منابعش قابل‌اعتماد و بی‌نقص است.
- جغرافیای تاریخی

اَلْمَسالِکُ و الْمَمالِک ابن خُردادْبِهْ از ارزشمندترین کتاب‌ها در جغرافیای عمومی اسلامی است. حُدودُ الْعالَم از نویسنده‌ای ناشناس در جغرافیای عمومی است. از متن برمی‌آید که نویسنده دانسته‌های مفصلی از خراسان و فرارود داشته است. المسالک و الممالک جِیْهانی از نخستین کتاب‌های جغرافیای عمومی در جهان اسلام است. اَحسنُ التَّقاسیم فی مَعرِفَةِ الْاَقالیم مَقْدِسی دربارهٔ جغرافیای عمومی کشورهای اسلامی در گسترهٔ فلسطین تا نزدیکی‌های سِند است. مقدسی سرزمین‌های باختری اسلام مانند مراکش و اسپانیا را ندیده است.

#### دربارهٔ فردوسی و شاهنامه
تاریخ سیستان (پیرامون ۴۴۵ ه‍.ق) به‌ظاهر کهن‌ترین یاد از فردوسی در میان کتاب‌های تاریخ است. چنان‌که از کتاب برمی‌آید نویسندهٔ آن به‌درستی به سرایش شاهنامه پیش از محمود توجه داشته است. شهریارنامه (سروده میان سال‌های ۴۹۲ تا ۵۰۸ ه‍.ق) کهن‌ترین جایی است که از هجونامه یاد شده است. در مجمل التواریخ (۵۲۰ ه‍.ق) هفت بار از فردوسی و یک بار از شاهنامه سخن به‌میان آمده است. نظامی عروضی در چهارمقاله (پیرامون ۵۵۰ ه‍.ق) دربارهٔ فردوسی و رویارویی او با محمود و رویدادهای پس از مرگش و ارزش ادبی شاهنامه سخن گفته است. ابن اسفندیار در تاریخ طبرستان (۶۱۳ ه‍.ق) شرح چهارمقاله دربارهٔ فردوسی را آورده است. لُبابُالْاَلباب (نوشته میان سال‌های ۶۱۷ تا ۶۲۵ ه‍.ق) از شیوهٔ فردوسی و شمار بیت‌هایش و همچنین شمار بیت‌های دقیقی در شاهنامه یاد کرده و قصیده‌هایی از فردوسی می‌آورد. ابن اثیر در کتاب الکامل فی التاریخ (پایان‌یافته به رویدادهای سال ۶۲۸ ه‍.ق) از مجدالدوله دیلمی و شاهنامه خواندن او گفته است. زکریای قزوینی در آثارُالْبِلاد و اَخبارُالْعِباد (پیش از ۶۸۲ ه‍.ق) شرحی برای فردوسی آورده که به‌گمان، گزیدهٔ افسانه‌هاست یا از پیشگفتارهای پیشین و مقدمهٔ کهن، اسرارنامهٔ عطار نیشابوری، و چهارمقاله بهره برده است. تاریخ گزیدهٔ (۷۳۰ ه‍.ق) حَمدُالله مُستُوفی در پنج جای از فردوسی یاد می‌کند: نخست در یادکرد دقیقی، دوم در یادکرد قادر خلیفهٔ عباسی، سوم در یادکرد عنصری، چهارم در یادکرد خود فردوسی و پنجم در یادکرد ابوالقاسم کُرَّکانی. مجمل فصیحی (۸۴۵ ه‍.ق) بدون یادکرد منبع از «پیشگفتار بایسنقری» بهره برده و خلاصه شده است. اما مطلب مربوط به فردوسی چون منبع مستقلی نیست ارزشی ندارد. تَذکِرَةُالشُّعَرای (۸۹۲ ه‍.ق) دولتشاه سمرقندی از چهارمقاله و «پیشگفتار بایسنقری» گرفته شده و مجمع‌الفصحاء و مِرْآتِ خیال از آن بهره برده‌اند. بهارستان (۸۹۲ ه‍.ق) جامی (وفات ۸۹۸ ه‍.ق) از چهارمقاله و «پیشگفتار بایسنقری» آورده و انتساب یوسف و زلیخا به فردوسی را رد کرده است. حکیم شاه محمد قزوینی مجالِسُالنَّفائِس امیر علی‌شیر نوایی را از ترکی جَغَتایی به فارسی ترجمه کرد و در بخشی از کتاب، زندگی فردوسی را بیان می‌کند که مطلب تازه‌ای ندارد. بدایع‌الوقایع (میان سال‌های ۹۱۸ تا ۹۵۸ ه‍.ق) زِیْنُالدّین واصِفی هِرَوی از چهارمقاله و «پیشگفتار بایسنقری» گرفته شده است. حبیب‌السیر (۹۲۷ ه‍.ق) خوانْدْمیر، یادکرد دقیقی و هزار بیتش و نقد فردوسی از شعر او را از تاریخ گزیده و داستان مجدالدولهٔ دیلمی و ستم حاکم توس بر فردوسی و رفتن او به غزنین و گریختنش از آن‌جا و پشیمانی محمود و فرستادن پاداش و هم‌زمان شدنش با مرگ فردوسی را از بهارستان آورده است. هفت اقلیم (میان سال‌های ۹۹۶ تا ۱۰۰۲ ه‍.ق) امین احمد رازی بسیاری مطالب را از لباب‌الالباب گرفته است، افسانه‌های زندگی را از «پیشگفتار بایسنقری» و اشعار شعرا در ستایش فردوسی را از همان پیشگفتار و مجمل فصیحی. خود می‌گوید مطالبی هم از چهارمقاله گرفته است. مجالس‌المؤمنین (میان سال‌های ۹۹۸ تا ۱۰۱۰ ه‍.ق) قاضی نورالله شوشتری مطالب دربارهٔ فردوسی را از چهارمقاله و تذکرةالشعراء و «پیشگفتار بایسنقری» گرفته است. شوشتری نخستین کسی است که از فردوسی روایت‌های گونه‌گون کرده و در این کار به شاهنامه که منبع بنیادین بوده، نگریسته است. عرفات‌العاشقین (میان سال‌های ۱۰۲۲ تا ۱۰۲۴ ه‍.ق) از لباب‌الالباب و تذکرةالشعراء و «پیشگفتار بایسنقری» بهره برده است. تذکرهٔ آتشکدهٔ (میان سال‌های ۱۱۷۴ تا ۱۱۹۳ ه‍.ق) آذر بیگدلی همهٔ افسانه‌ها را از «پیشگفتار بایسنقری» و تذکرةالشعراء و چهارمقاله گرفته است. رضاقلی‌خان هدایت در مجمع‌الفصحاء (پایان در سال ۱۲۸۴ ه‍.ق) از «پیشگفتار بایسنقری» و تذکرةالشعراء و اشعار منسوب به فردوسی را از عرفات‌العاشقین آورده است. وی در ریاضُالْعارِفین (۱۲۶۰ ه‍.ق) ستایش فردوسی را کرده است.